# Kubuntu
Kubuntu é uma  variação oficial do sistema operacional Ubuntu que usa o ambiente de desktop KDE Plasma. Usa os mesmos sistemas subjacentes, os mesmos repositórios e é lançado regularmente na mesma programação do Ubuntu.

## Visão geral
A proposta do Kubuntu é oferecer um sistema operacional/operativo onde qualquer pessoa possa utilizá-lo, sem dificuldades, independente de nacionalidade, nível de conhecimento ou limitações físicas. A distribuição deve ser constituída totalmente de software gratuito e livre, além de isenta de qualquer taxa.
A Comunidade Kubuntu/Ubuntu se ajuda mutuamente, não havendo distinção de novatos ou veteranos; a informação deve ser compartilhada para que se possa ajudar quem quer que seja, independente do nível de dificuldade.

## Nome
"Kubuntu" é uma marca registrada da Canonical. O nome Kubuntu é a junção do K de KDE mais a palavra Ubuntu que significa "humanidade para com os outros" num dialeto sul africano chamado Bemba. Kubuntu é pronunciado da seguinte maneira /kùbúntú/ (ku-BÚN-tu).

## História
A data de nascimento de Kubuntu foi 10 de dezembro de 2004 na Conferência Ubuntu Mataró em Mataró, Espanha. O funcionário da Canonical, Andreas Mueller, da Gnoppix, teve a ideia de tornar o KDE um derivado do Ubuntu e obteve a permissão da Mark Shuttleworth para iniciar o primeiro derivado do Ubuntu, chamado Kubuntu. Na mesma noite, Chris Halls do projeto Openoffice e Jonathan Riddell do KDE começaram a ser voluntários para o projeto recém-nascido.
Mark Shuttleworth, em uma entrevista logo após o Ubuntu (que agora usa o ambiente de trabalho GNOME) foi iniciado, afirmou:
Eu acredito que a comunidade do KDE faz um trabalho fenomenal e que uma distribuição direcionada pela comunidade para mostrar esse trabalho ajudará a atrair usuários e desenvolvedores para o projeto. Nosso objetivo geral no projeto Ubuntu é promover a adoção de software livre na área de trabalho e no servidor, e reconhecemos que o KDE é uma parte essencial da combinação de ambientes de desktop que permite às pessoas encontrar o melhor ambiente para suas necessidades.
A equipe Kubuntu lançou a primeira edição, Hoary Hedgehog, em 8 de abril de 2005.
K Desktop Environment 3 foi usado como interface padrão até Kubuntu 8.04. Essa versão incluiu o KDE Plasma Desktop como opção não suportada que se tornou padrão na versão subseqüente, 8.10.
Em 6 de fevereiro de 2012, um funcionário da Canonical, Jonathan Riddell, anunciou o fim do patrocínio Kubuntu da Canonical. Em 10 de abril de 2012, a Blue Systems foi anunciada no site Kubuntu como nova patrocinadora, os funcionários da Blue Systems contribuem no upstream para o KDE e Debian, e o desenvolvimento do Kubuntu é liderado pela comunidade. Como resultado, ambos os desenvolvedores empregados pela Canonical para trabalhar no Kubuntu - Jonathan Riddell e Aurélien Gâteau - foram transferidos para a Blue Systems e o Kubuntu manteve o uso de servidores do projeto Ubuntu.

## Diferenças do Ubuntu
Na versão 22.10, que também é Live DVD, a lista de programas inclui o pacote de aplicativos do KDE 22.08, tendo como navegador padrão o Firefox e o LibreOffice como suíte de escritório, dentre outros programas.
| Programas                   | Ubuntu                     | Kubuntu                    |
| --------------------------- | -------------------------- | -------------------------- |
| Kernel e núcleo             | Kernel Linux e Ubuntu core | Kernel Linux e Ubuntu core |
| Gráficos                    | X.Org Server               | X.Org Server               |
| Som                         | PulseAudio                 | PulseAudio                 |
| Multimídia                  | GStreamer                  | GStreamer                  |
| Gerente de janela           | Mutter                     | KWin                       |
| Área de Trabalho            | GNOME                      | Plasma Desktop             |
| Kit de ferramentas primário | GTK +, Nux e Qt            | Qt                         |
| Navegador                   | Mozilla Firefox            | Mozilla Firefox            |
| Suite de escritório         | LibreOffice                | LibreOffice                |
| E-mail e PIM                | Thunderbird                | Thunderbird                |

A versão padrão do Ubuntu vem com o desktop GNOME + programas Gnome (ex: Gedit) + ferramentas administrativas para Gnome (ex: Synaptic). A versão padrão do Kubuntu vem com o desktop KDE + programas KDE (ex: Kontact) + ferramentas administrativas para KDE (ex: Adept). Entretanto, estes são apenas os programas instalados por padrão. Alguém pode instalar o Ubuntu e então instalar o KDE, ou mesmo o 'metapacote' Kubuntu para ter todos os programas do Kubuntu. Ou mesmo ter uma mistura dos dois, de acordo com preferência. Há algumas desvantagens em fazer isso, já que será necessário mais espaço no disco e mais memória, já que o GNOME usa uma biblioteca chamada GTK e o KDE usa o Qt, mas é pouca coisa para computadores modernos. Para computadores realmente antigos, talvez o mais aconselhável seja a utilização da variante Xubuntu.

## Lançamentos

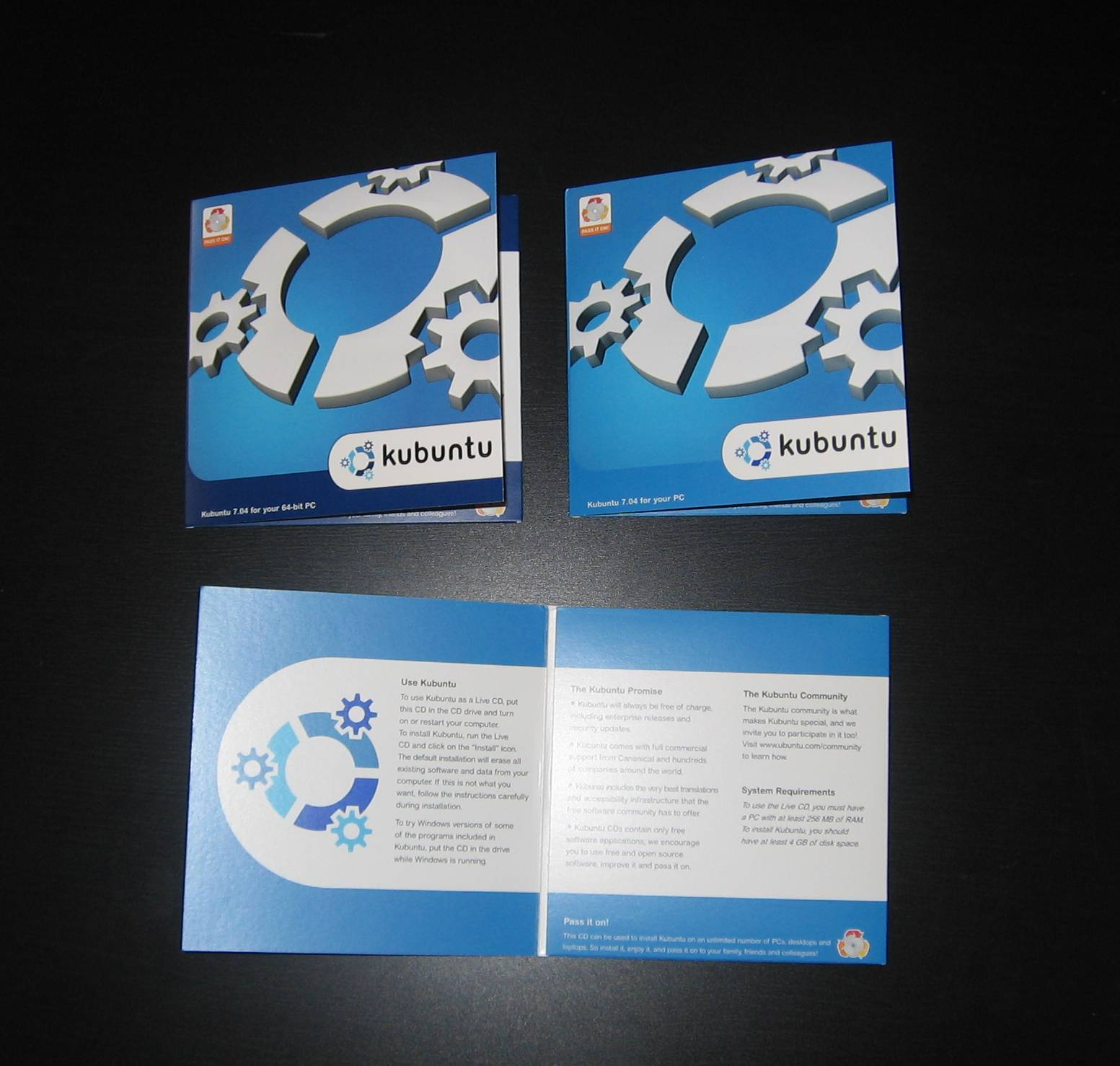
CDs da versão 7.04 de Kubuntu.

Uma nova versão da família Ubuntu é lançada semestralmente, e cada lançamento tem um codinome e um número de versão. O número de versão é baseado no ano e no mês de lançamento. Por exemplo o Ubuntu 4.10 foi lançado em 2004 no mês de outubro (mês 10) e teve o codinome Warty Warthog. As distribuições derivadas costumam ser lançadas no mesmo dia ou com um pequeno atraso. Uma curiosidade é que o codinome da versão segue um padrão de sempre possuir um adjetivo e um animal (no idioma inglês) iniciados com a mesma letra, e a ordem destes nomes segue alfabeticamente a cada versão. Por exemplo, depois da versão 24.04 que tinha por codinome Noble Numbat (nomes iniciados com a letra N), foi lançada a 24.10, codinome Oracular Oriole (letra O), seguida pela 25.04, codinome Plucky Puffin (letra P). 
A versão mais recente do Kubuntu é 25.04 Plucky Puffin e foi lançada em 25 de abril de 2025. Embora a versão LTS mais recente permanece a 24.04 Noble Numbat (lançada exatamente um ano antes).

## Requisitos do sistema
A versão de desktop do Kubuntu atualmente oferece suporte às arquiteturas Intel x86 e AMD64. Alguns lançamentos suportam outras arquiteturas, incluindo: SPARC, PowerPC, IA-64 (Itanium) e PlayStation 3 (no entanto, uma atualização de firmware de Sony em abril de 2010 desativou OtherOS, tornando o PS3 incapaz de executar outros sistemas operacionais).
Os requisitos mínimos recomendados para uma instalação de desktop são os seguintes:
| Desktop e laptop              | Desktop e laptop         |
| ----------------------------- | ------------------------ |
| Processador                   | 2 GHz dual core (x86-64) |
| Memória RAM                   | 4 GB                     |
| Espaço livre de armazenamento | 25 GB                    |
| Placa de vídeo                | VGA @ 1024 × 768         |

Se efeitos de composição de área de trabalho forem desejados, é necessária uma GPU dedicada.

## Usos ao redor do mundo

### Alemanha
O software de 14.800 espaços de trabalho Linux de Munique foi alterado para o Kubuntu LTS 12.04 e o KDE 4.11.

### Brasil
Os lançamentos do Kubuntu incluem a maior implementação de desktops Linux do mundo, que inclui mais de 500.000 desktops no Brasil, em 42.000 escolas de 4.000 cidades.

### Espanha
Uma distribuição do Kubuntu, da Universidade de La Laguna, é usada em mais de 3.000 computadores espalhados em vários laboratórios de informática, laboratórios e bibliotecas, entre outros projetos internos nas Ilhas Canárias. Desde outubro de 2007, o Kubuntu é usado em todas as 1.100 escolas estatais das Ilhas Canárias.

### França
O Parlamento francês anunciou em 2006 que mudaria mais de 1.000 estações de trabalho para o Kubuntu em junho de 2007.

### Taiwan
O governo da cidade de Taipei decidiu substituir o Windows por uma distribuição do Kubuntu em 10.000 PCs para escolas.

## Galeria

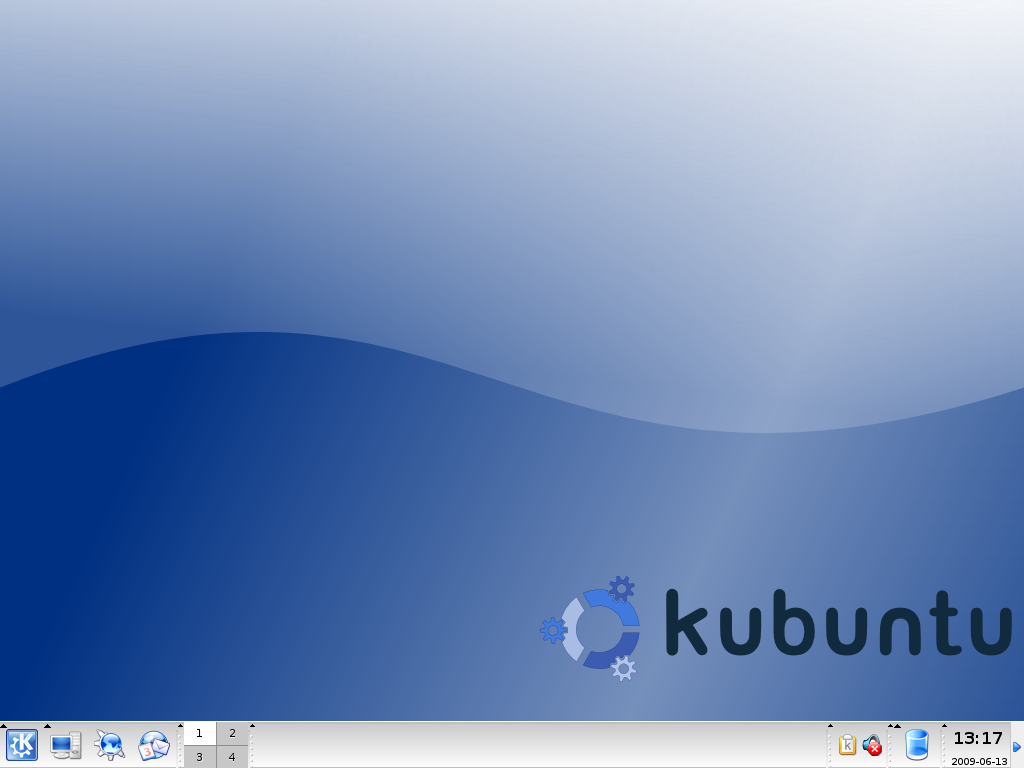
Kubuntu 5.04
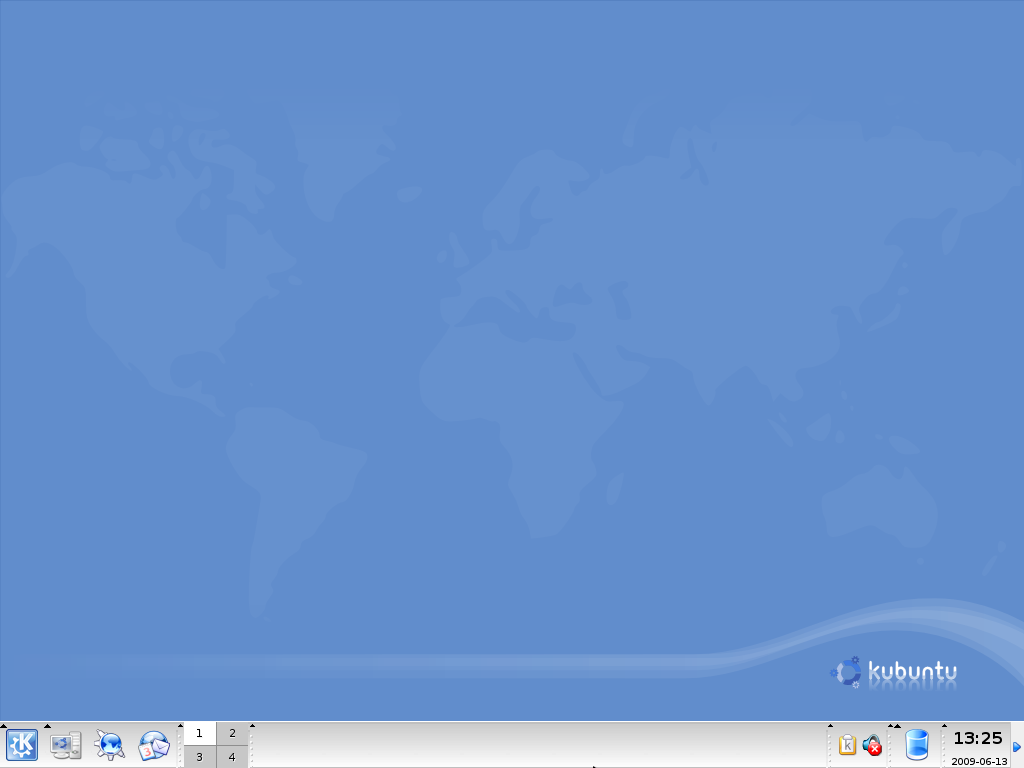
Kubuntu 5.10
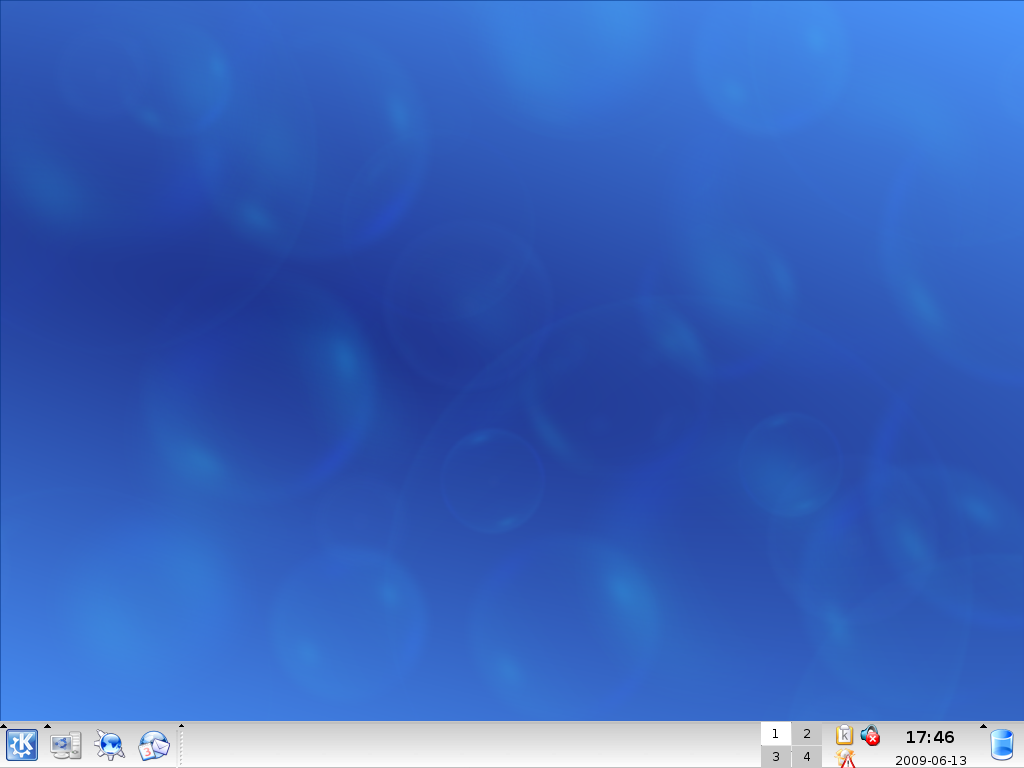
Kubuntu 6.06 LTS
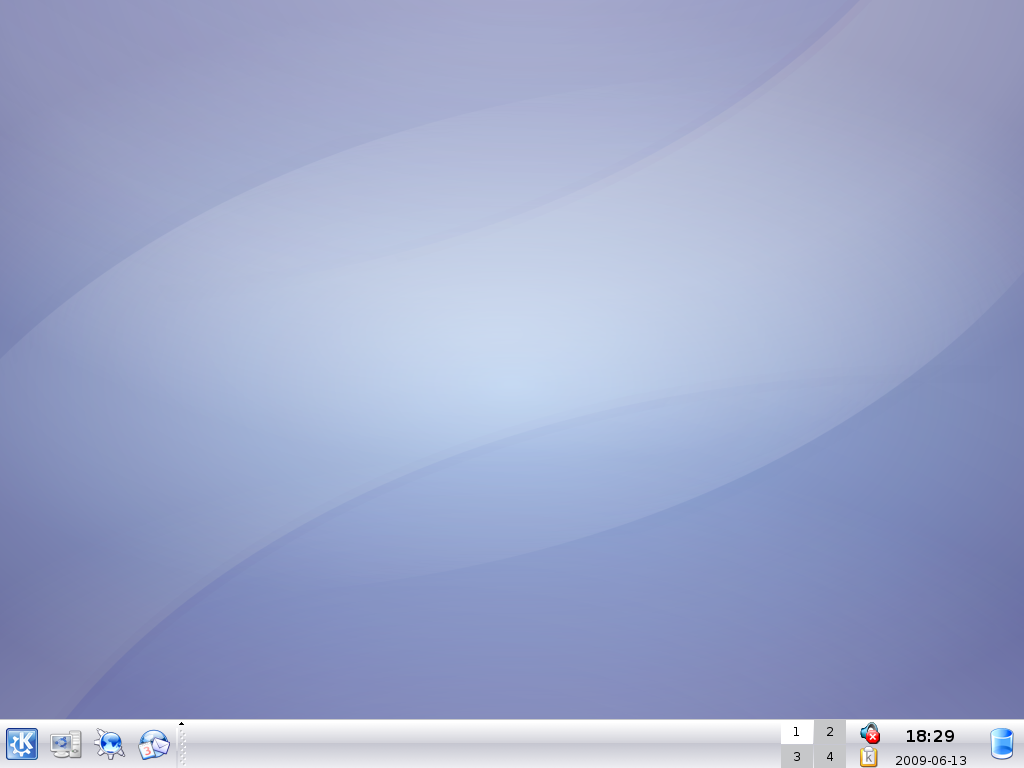
Kubuntu 6.10
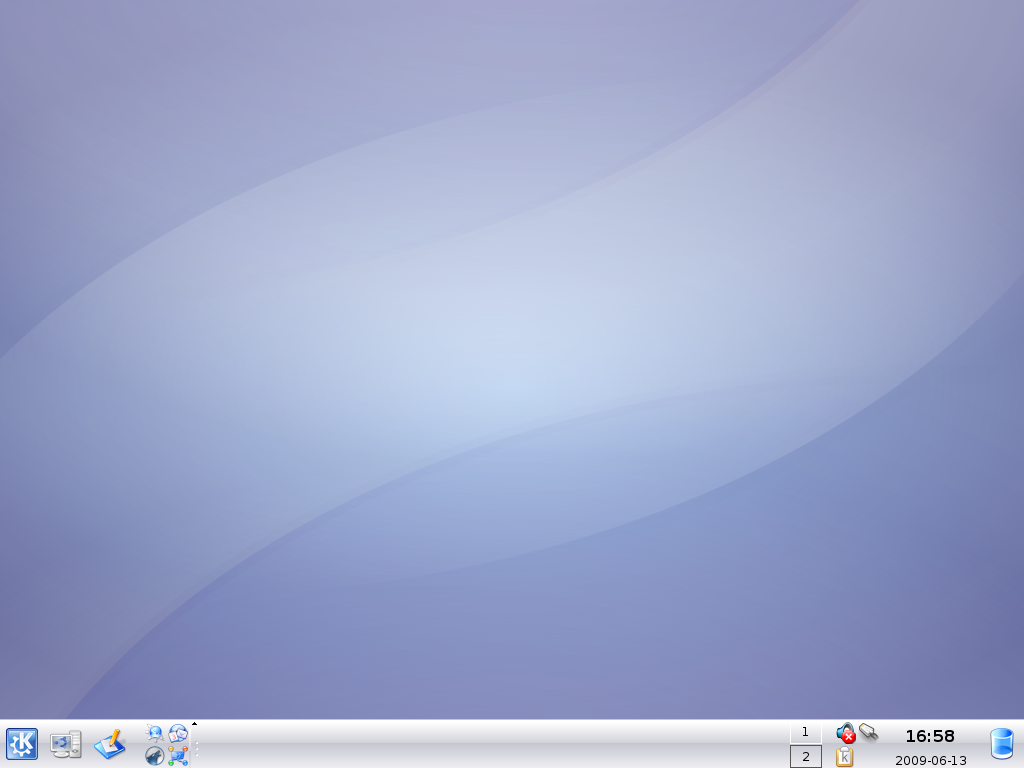
Kubuntu 7.04
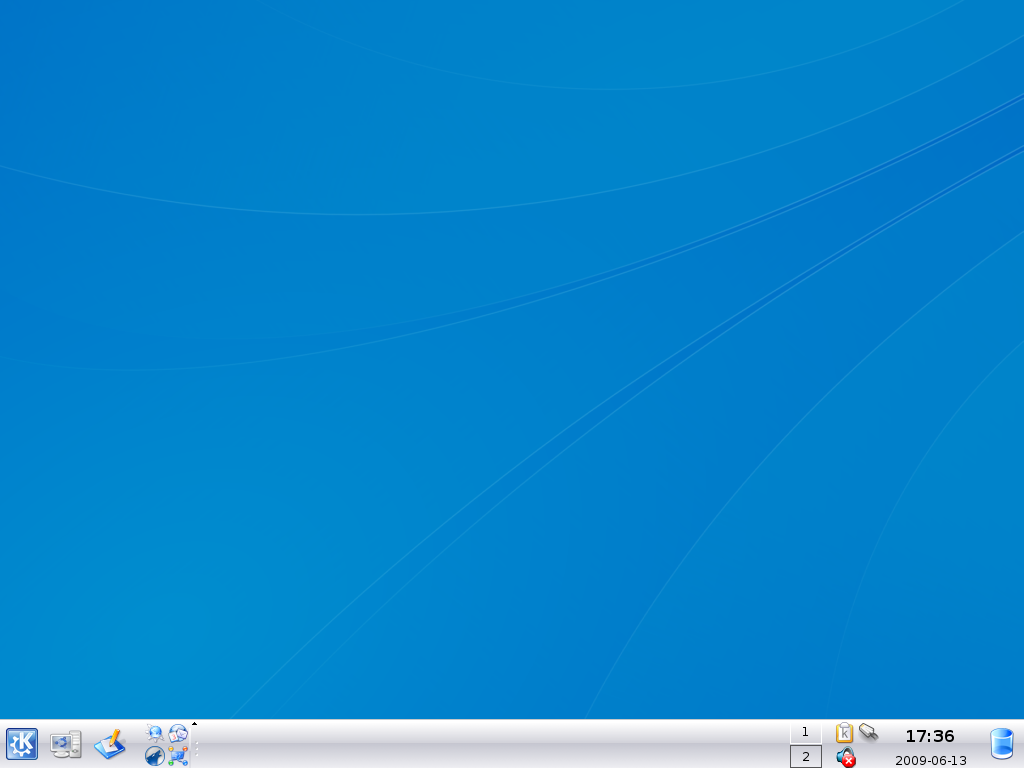
Kubuntu 7.10
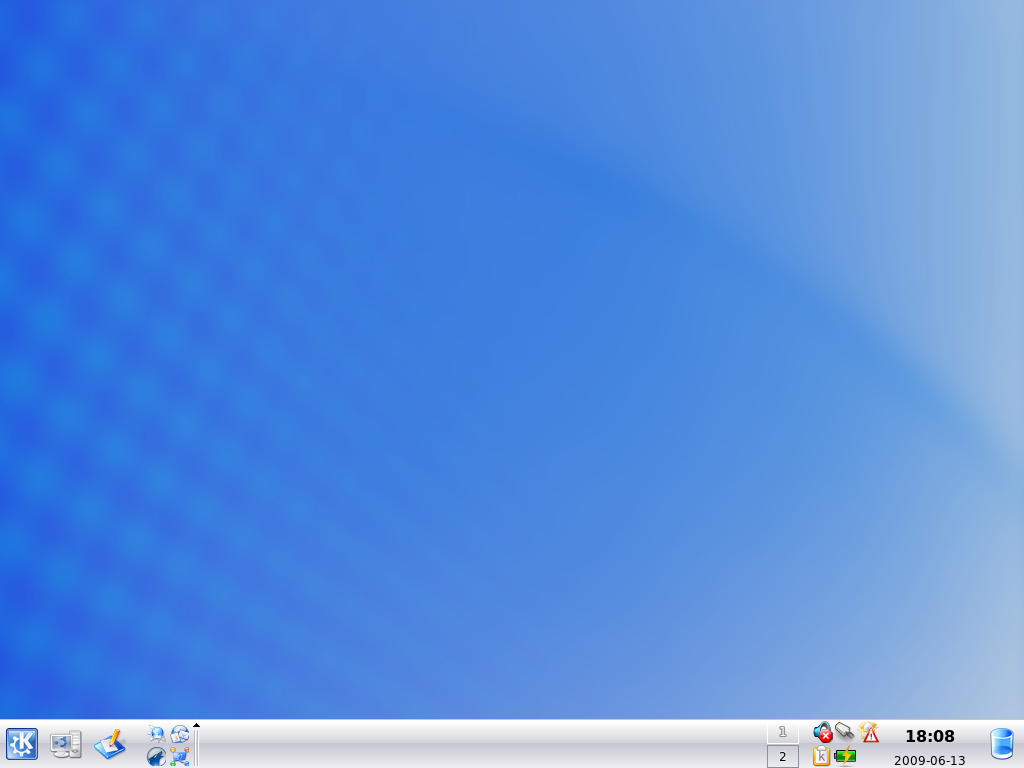
Kubuntu 8.04
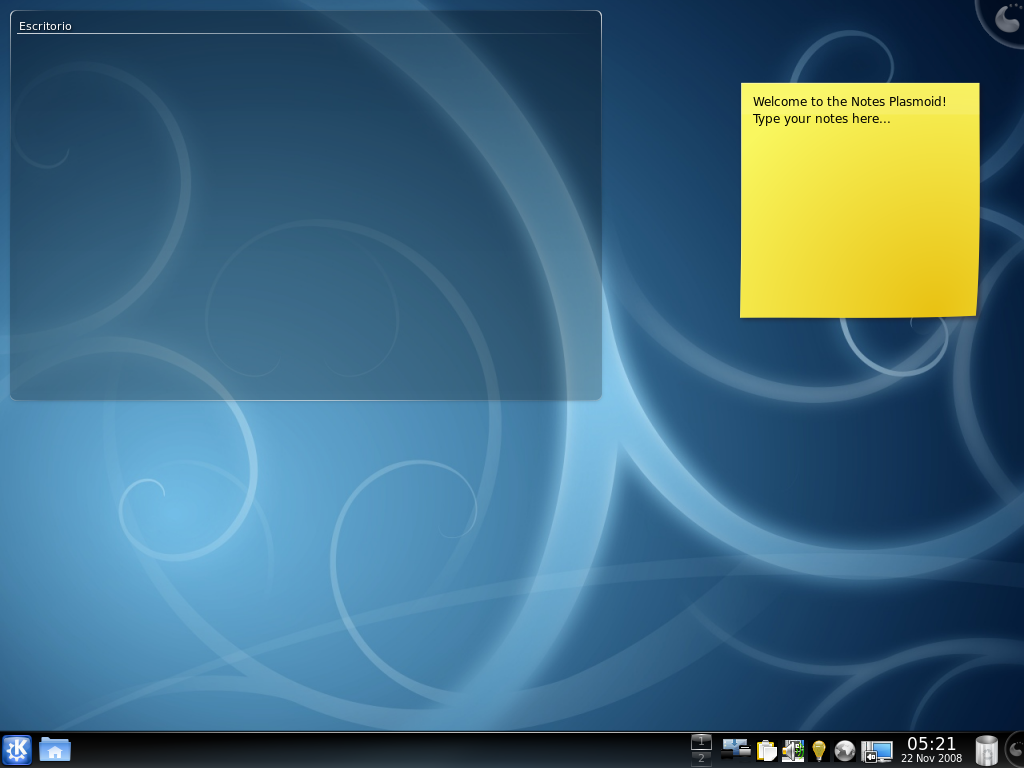
Kubuntu 8.10
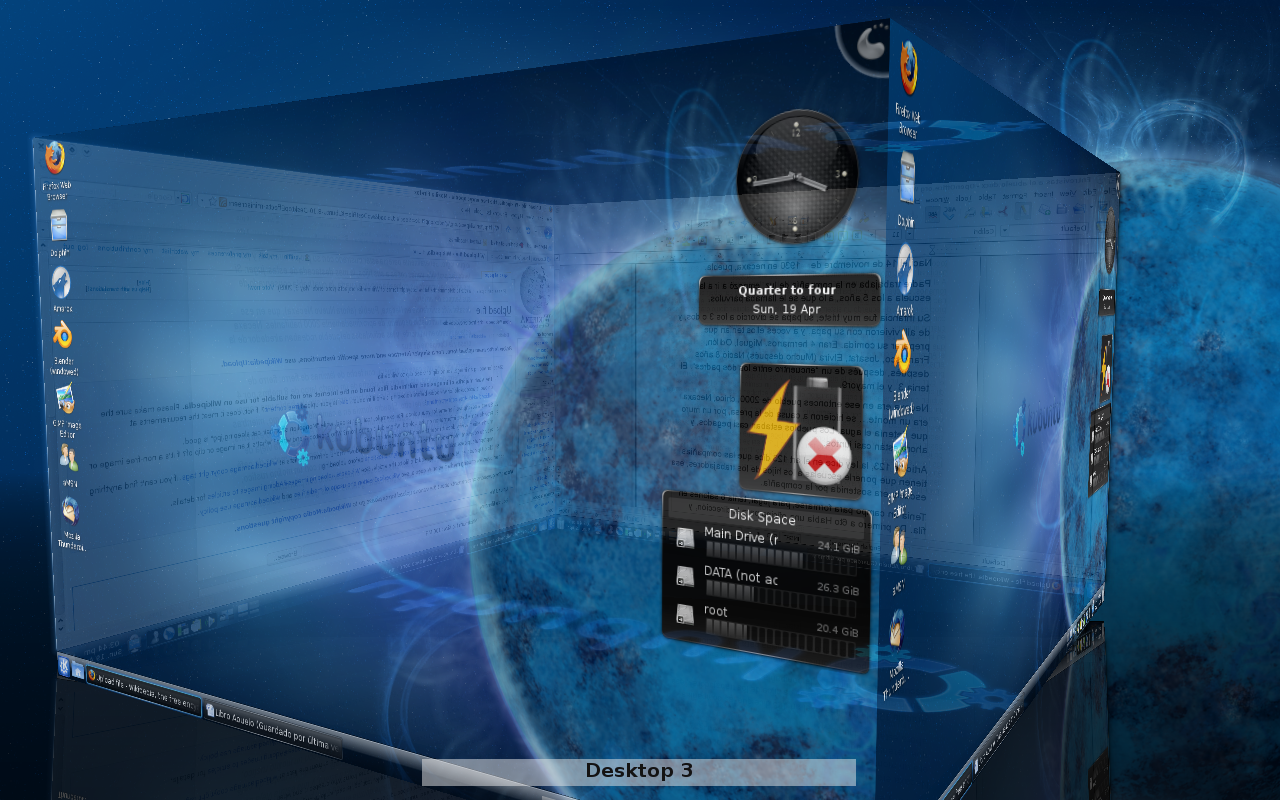
Kubuntu 9.04 mostrando alguns de seus efeitos
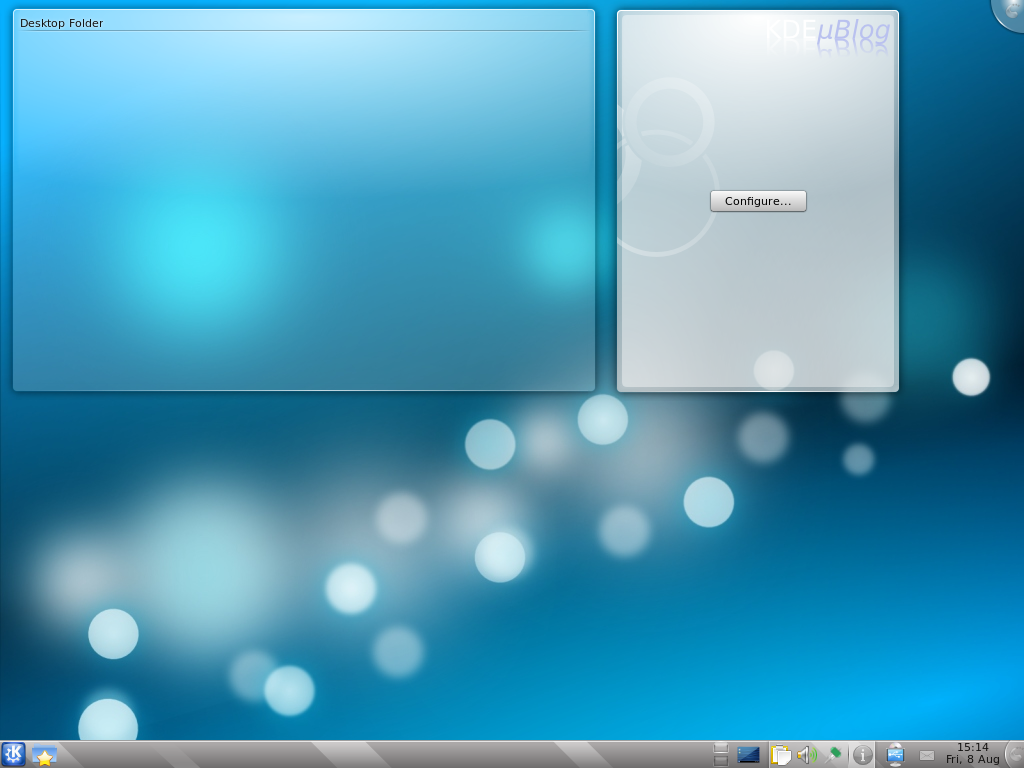
Kubuntu 9.10
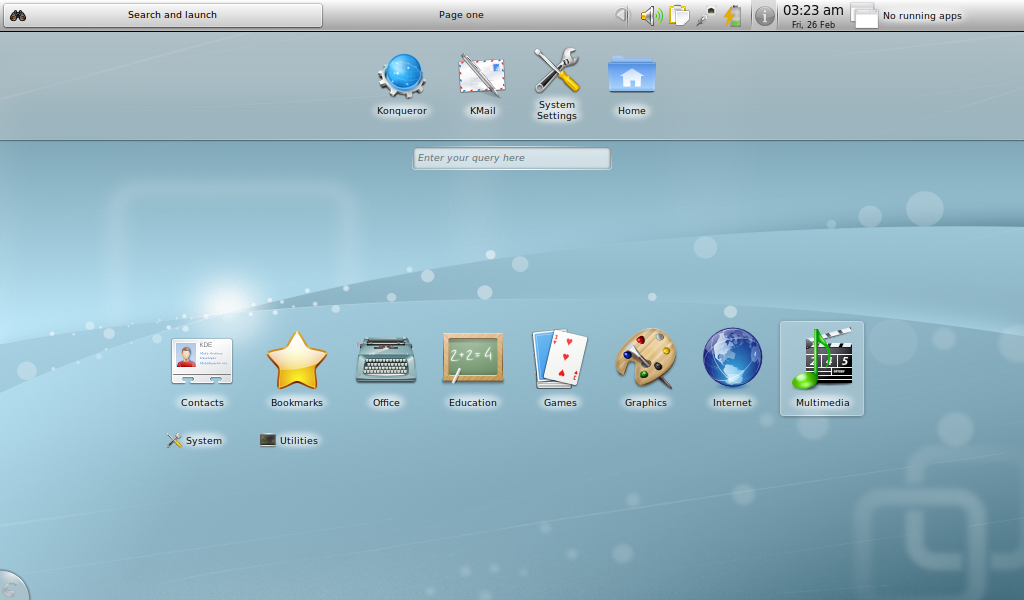
Kubuntu 10.04 LTS Netbook Edition
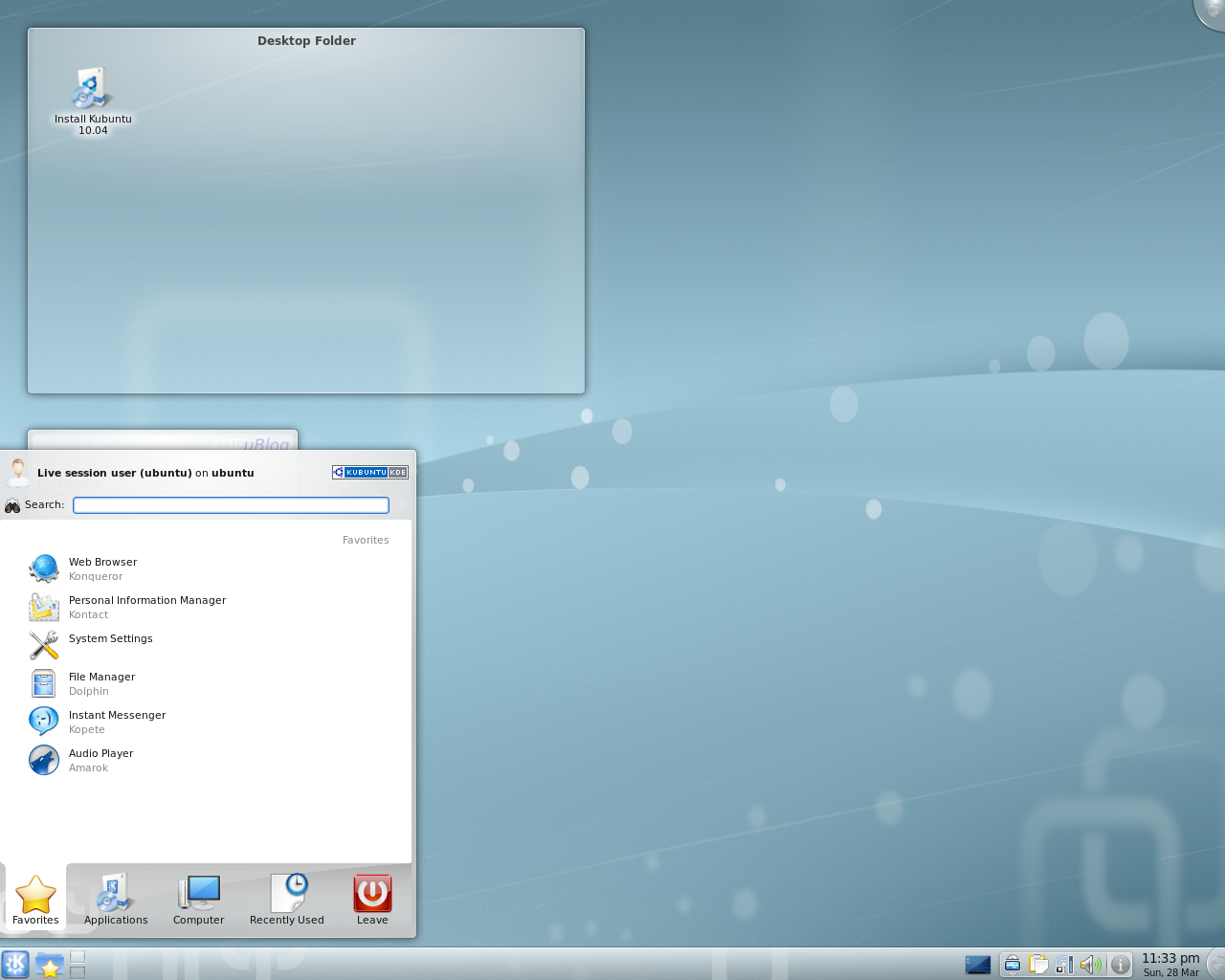
Kubuntu 10.04 LTS Desktop Edition
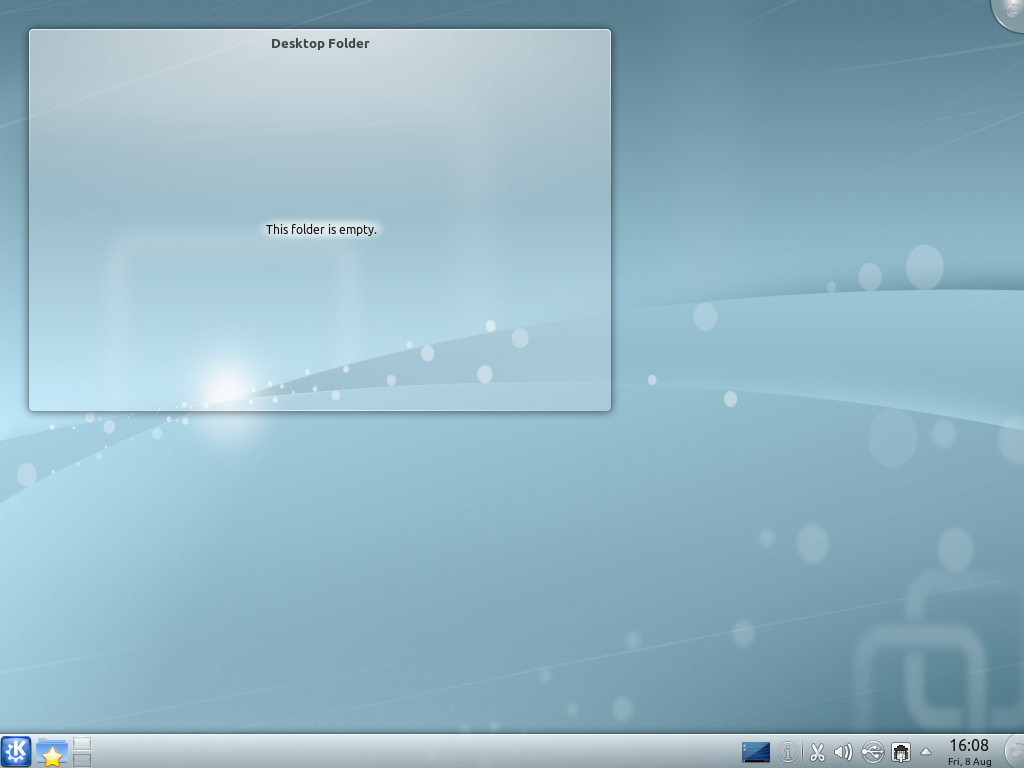
Kubuntu 10.10
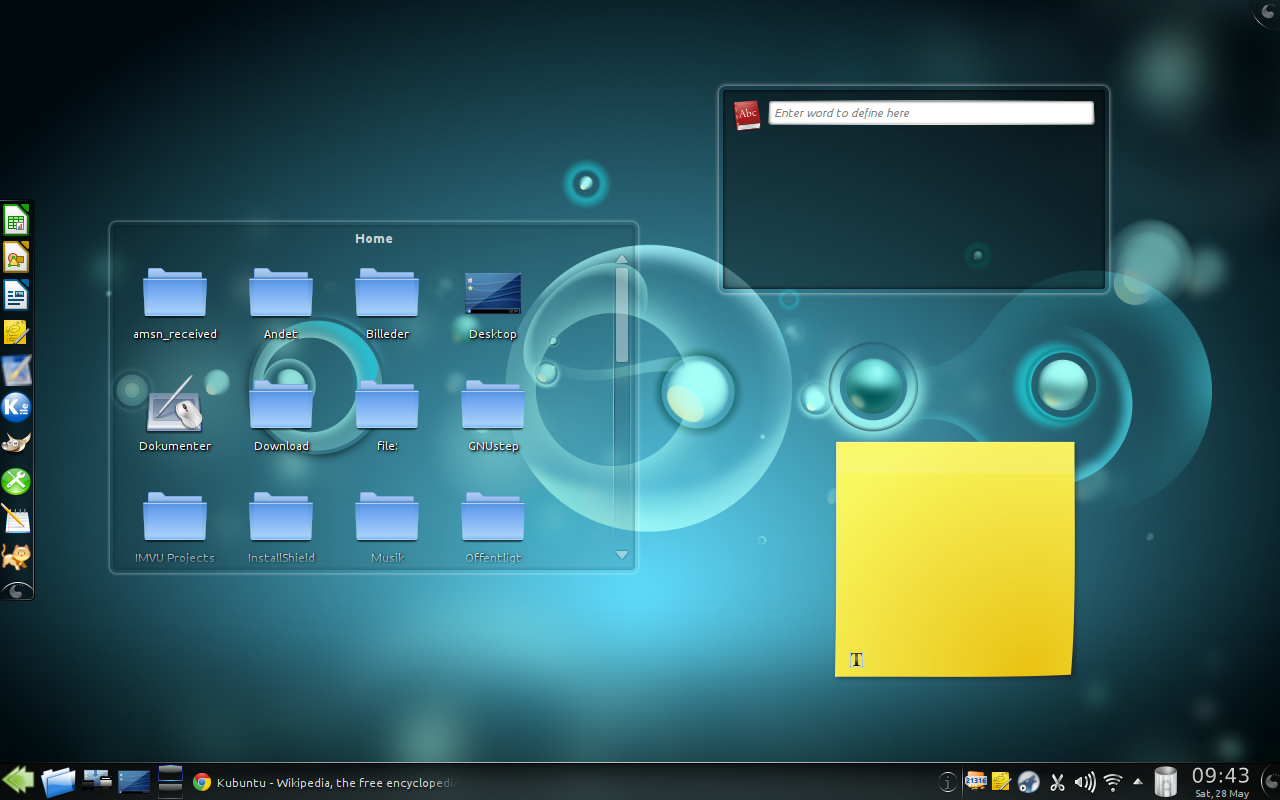
Kubuntu 11.04 Desktop Edition
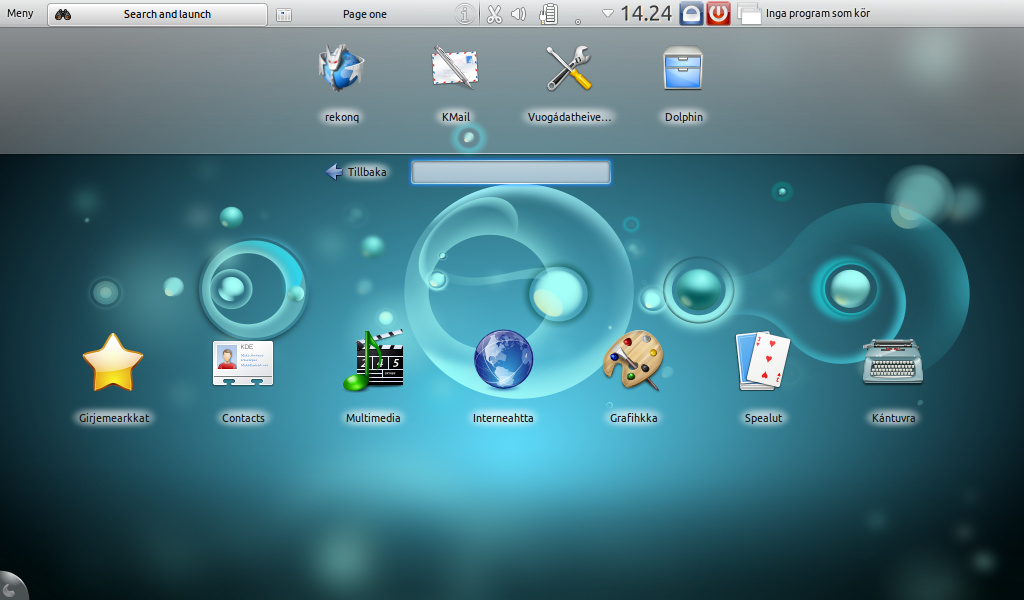
Kubuntu 11.04 Netbook Edition
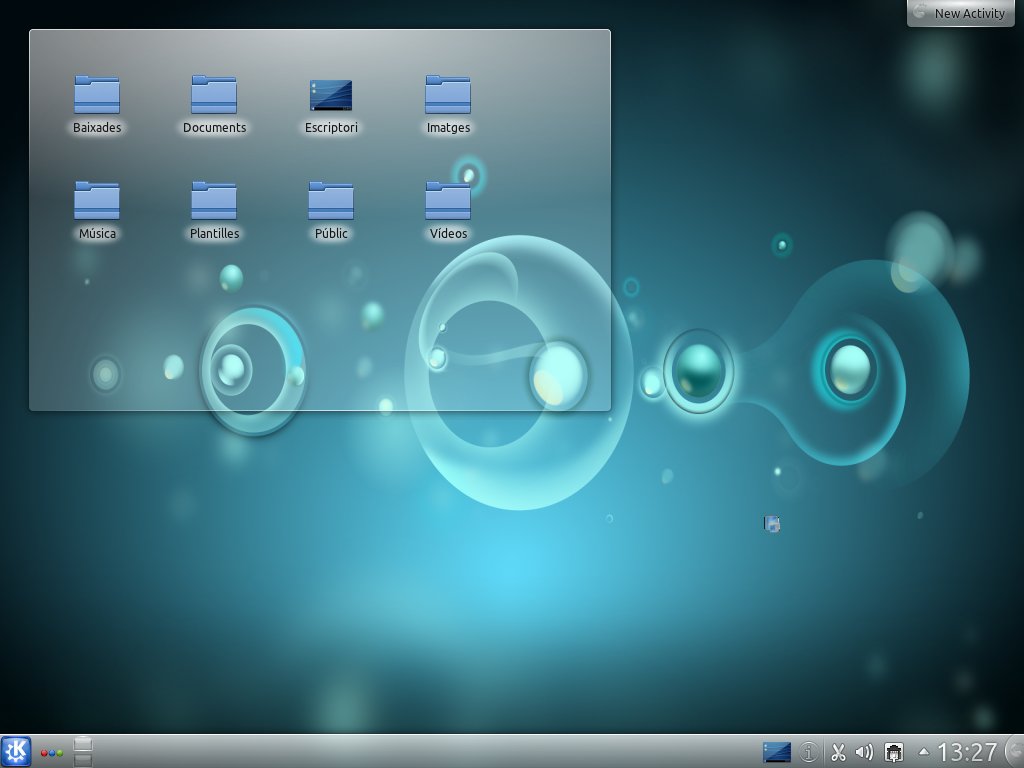
Kubuntu 11.10
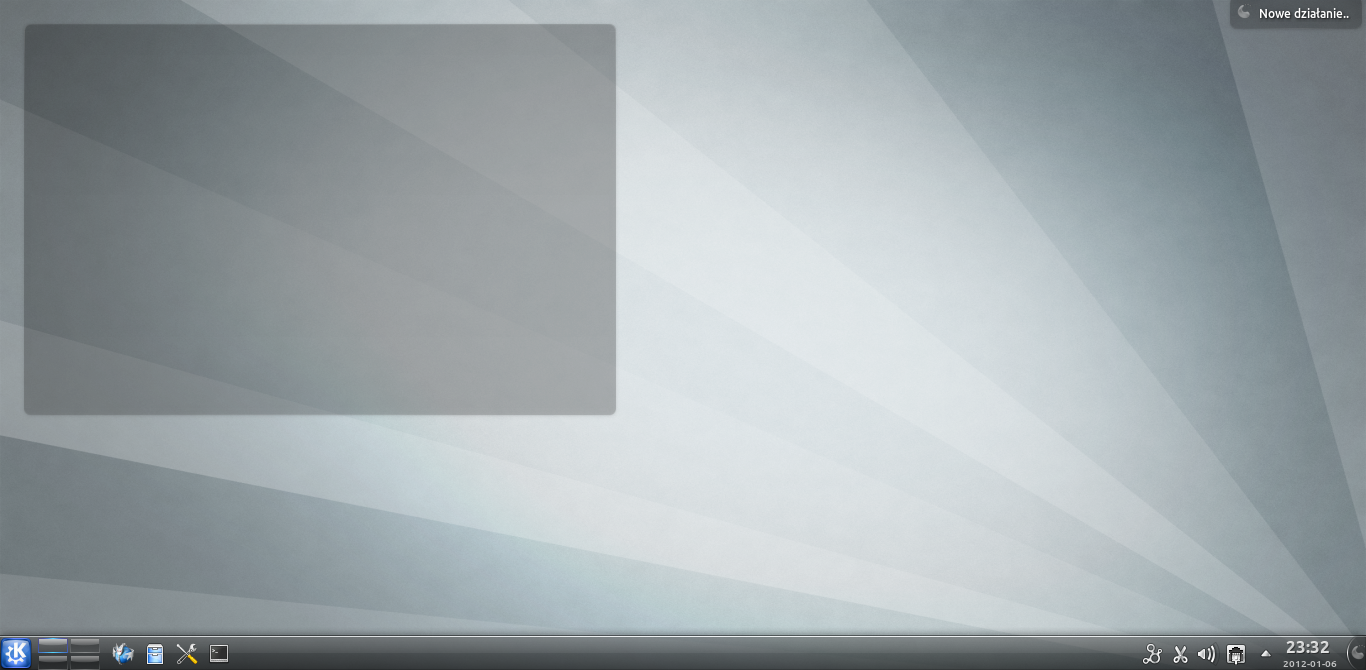
Kubuntu 12.04 LTS Desktop Edition
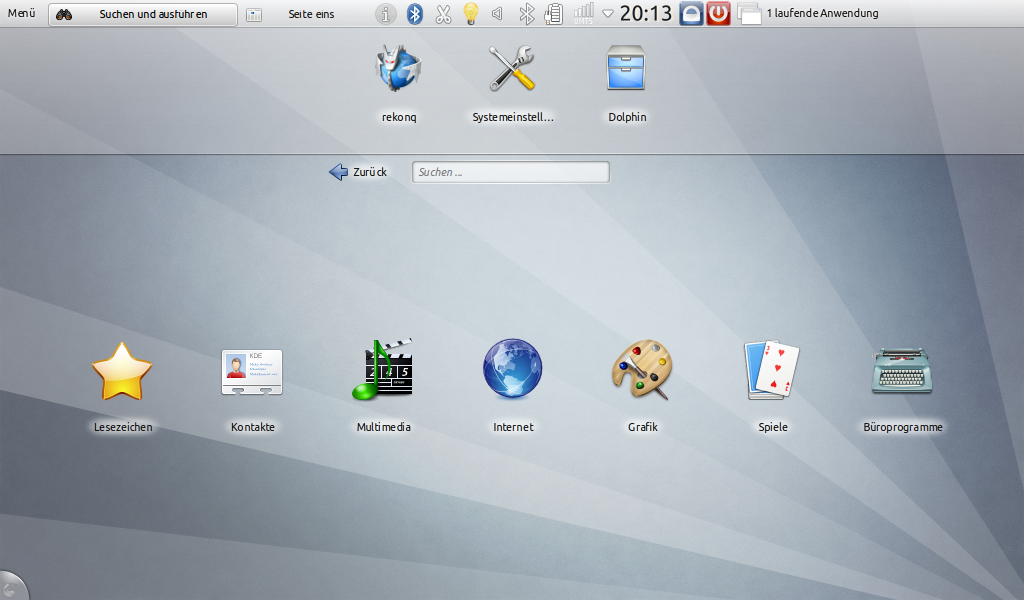
Kubuntu 12.04 LTS Netbook Edition
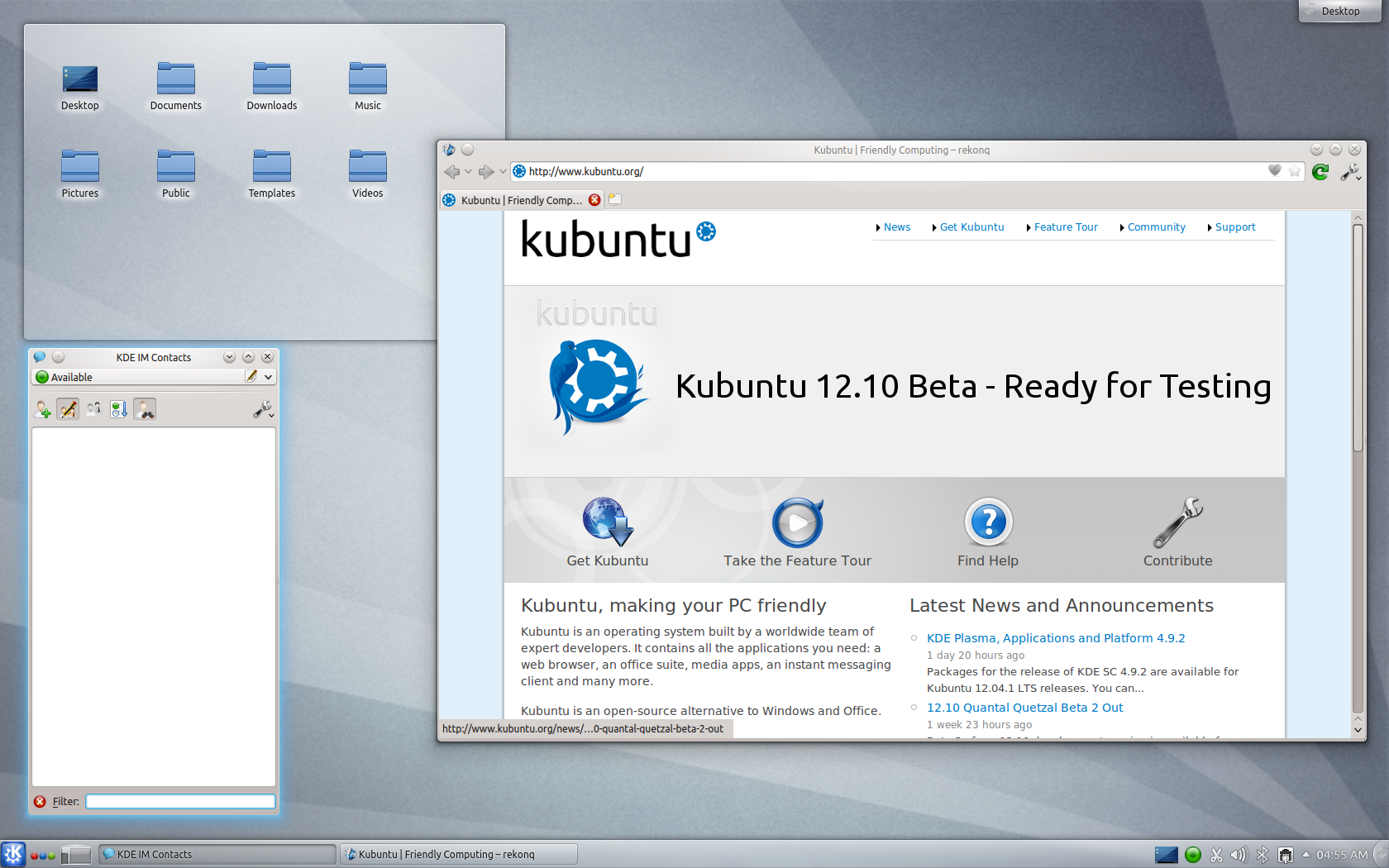
Kubuntu 12.10 Desktop Edition
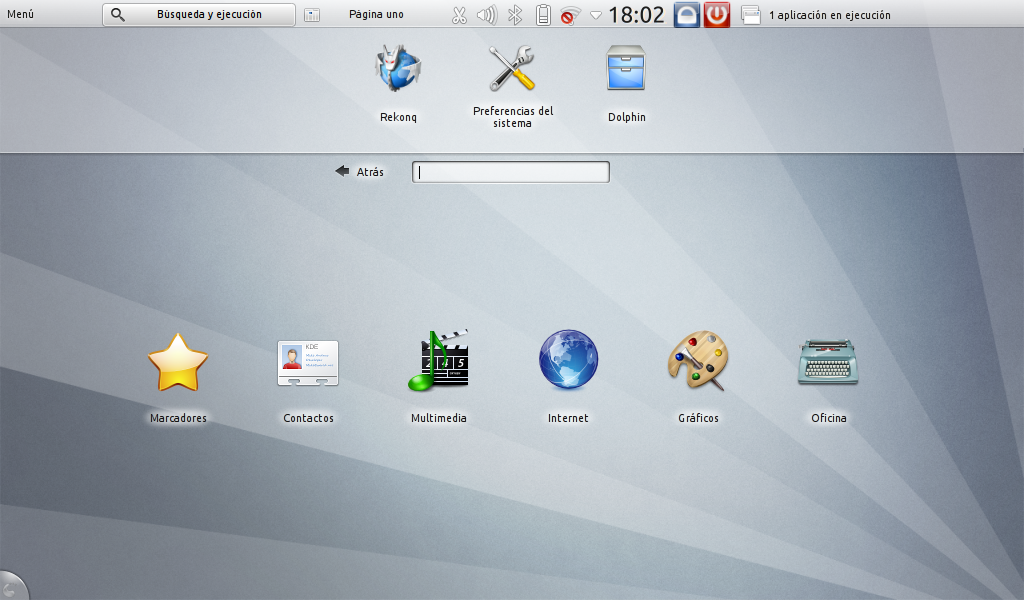
Kubuntu 12.10 Netbook Edition
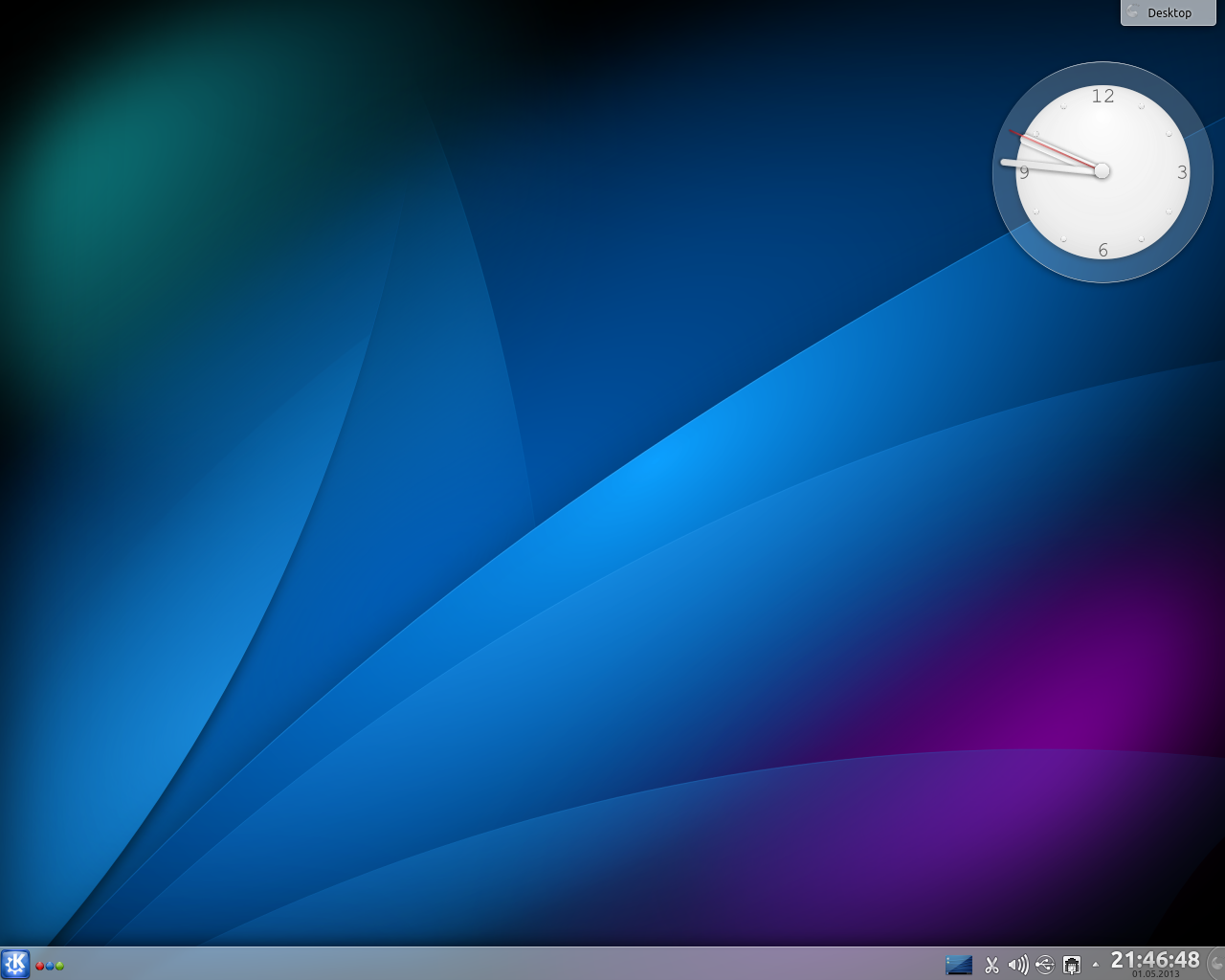
Kubuntu 13.04
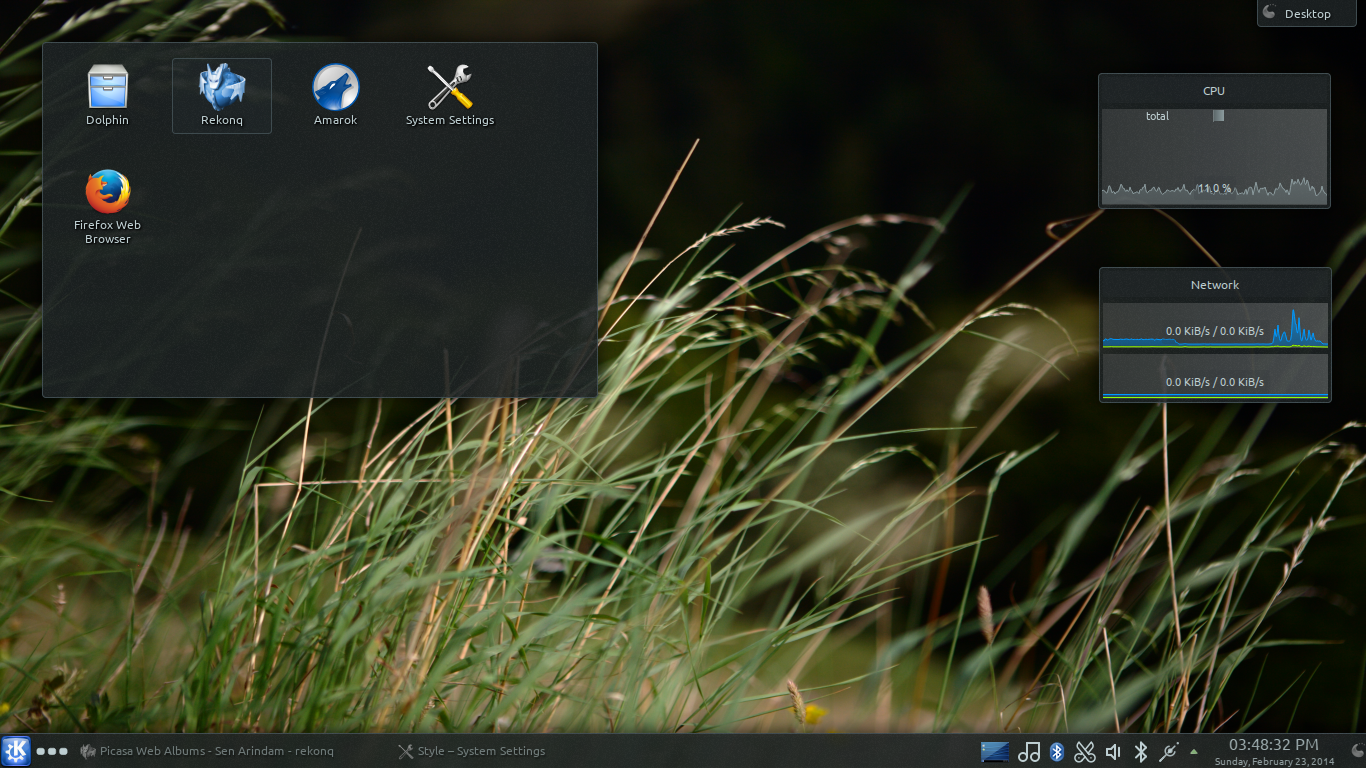
Kubuntu 13.10
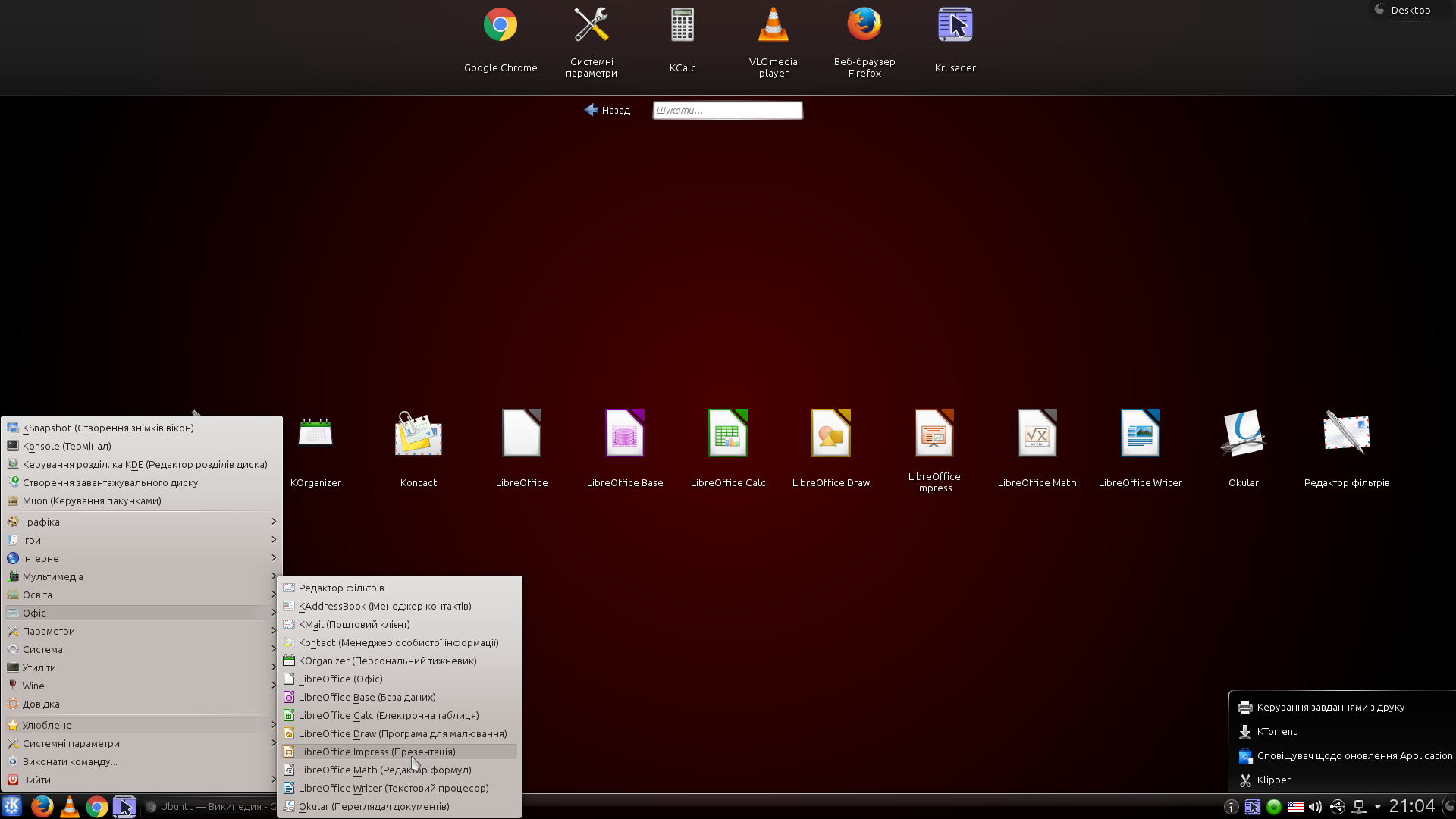
Kubuntu 14.04 LTS
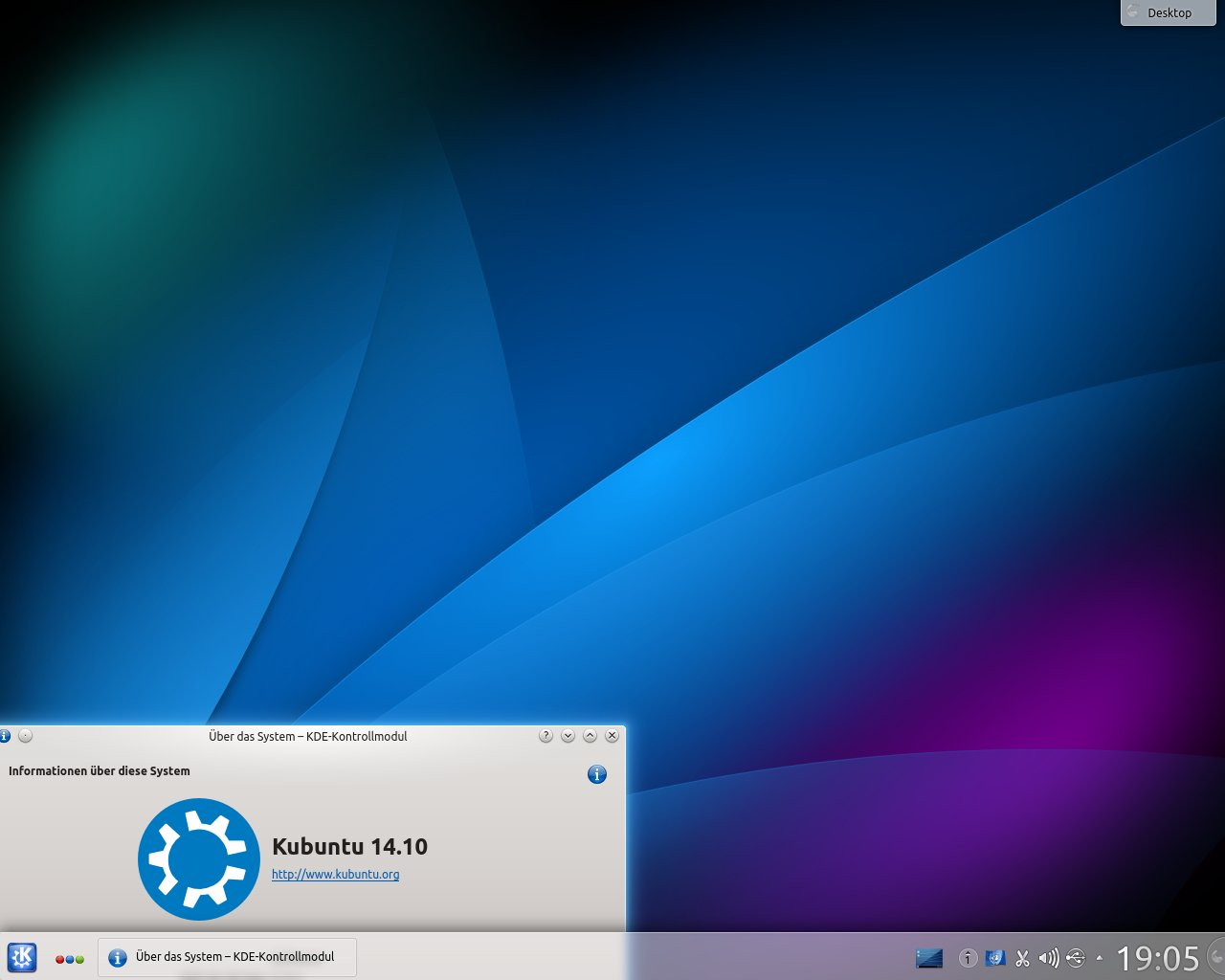
Kubuntu 14.10
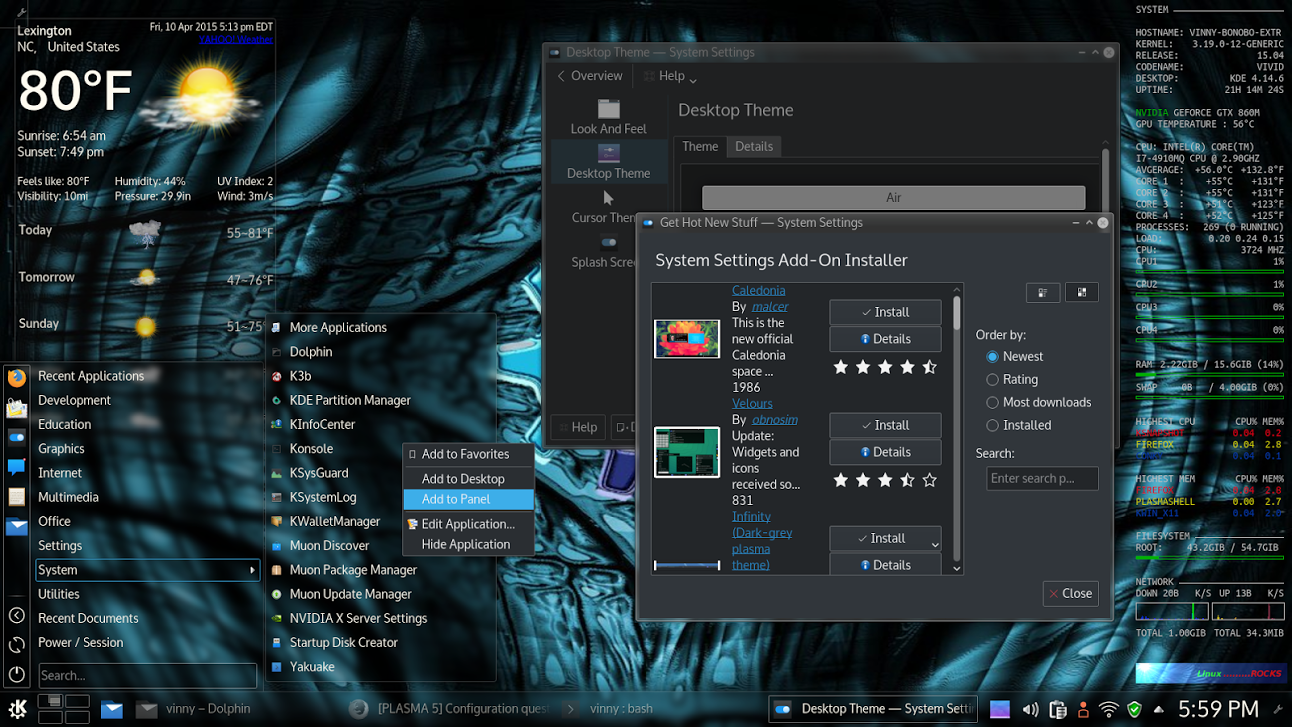
Kubuntu 15.04 com tema escuro
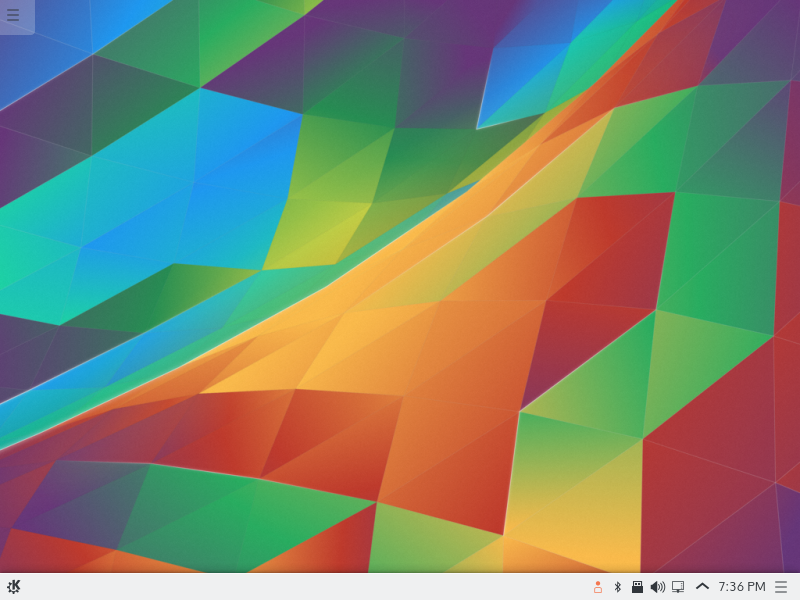
Kubuntu 15.10
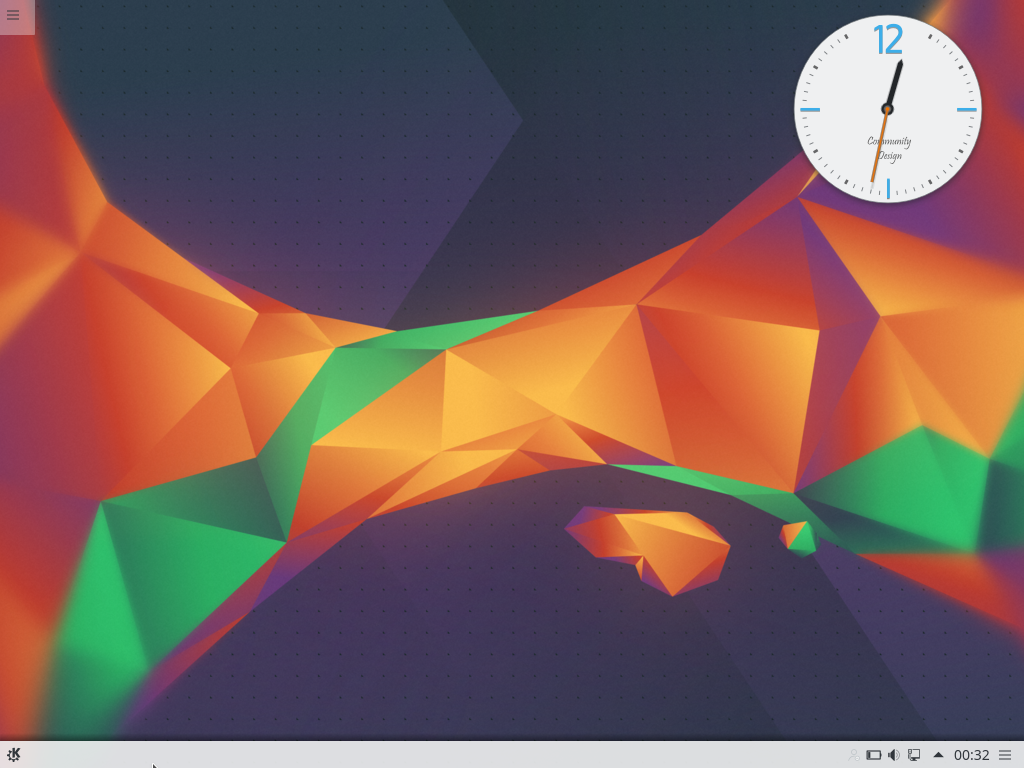
Kubuntu 16.04 LTS
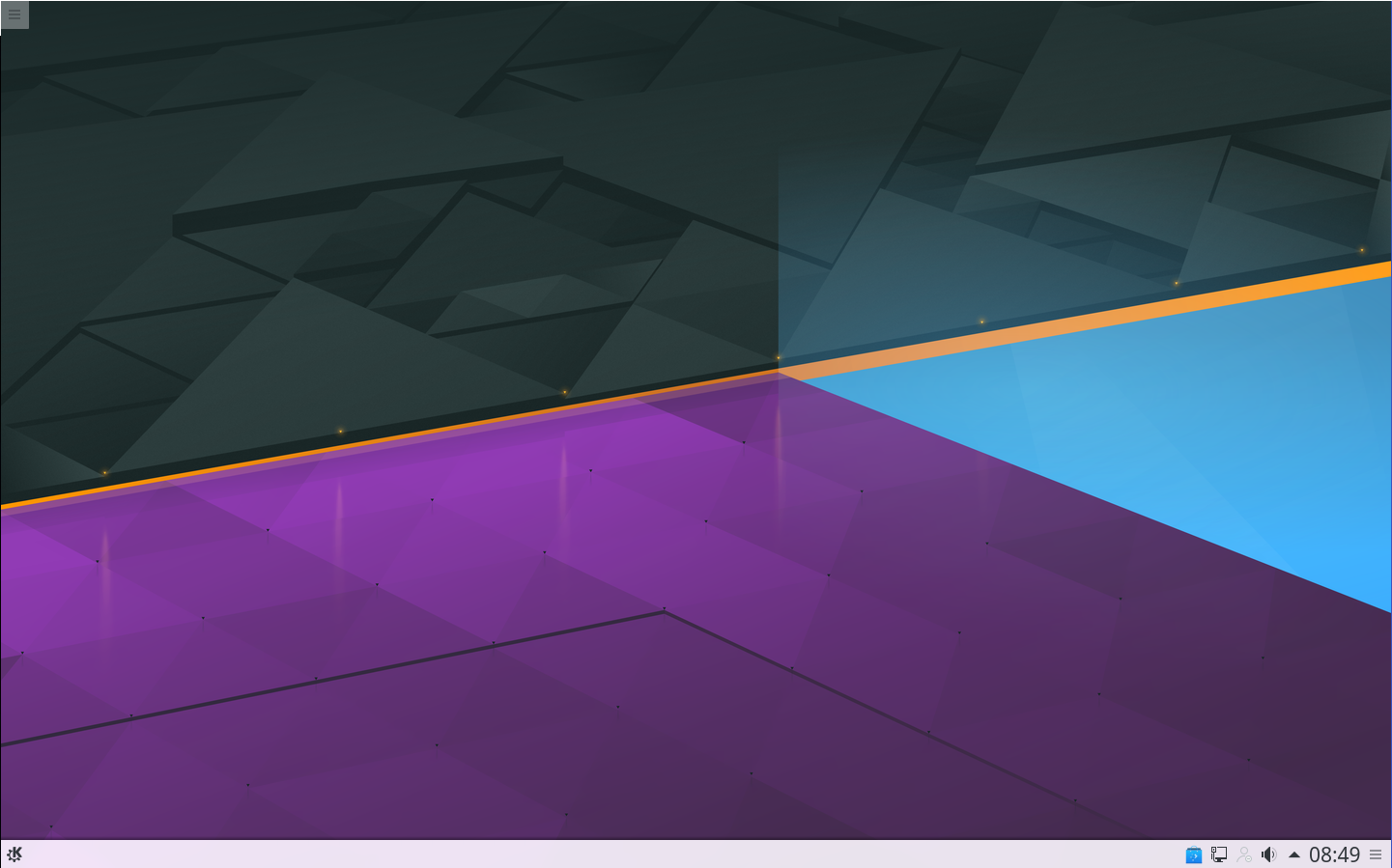
Kubuntu 16.10
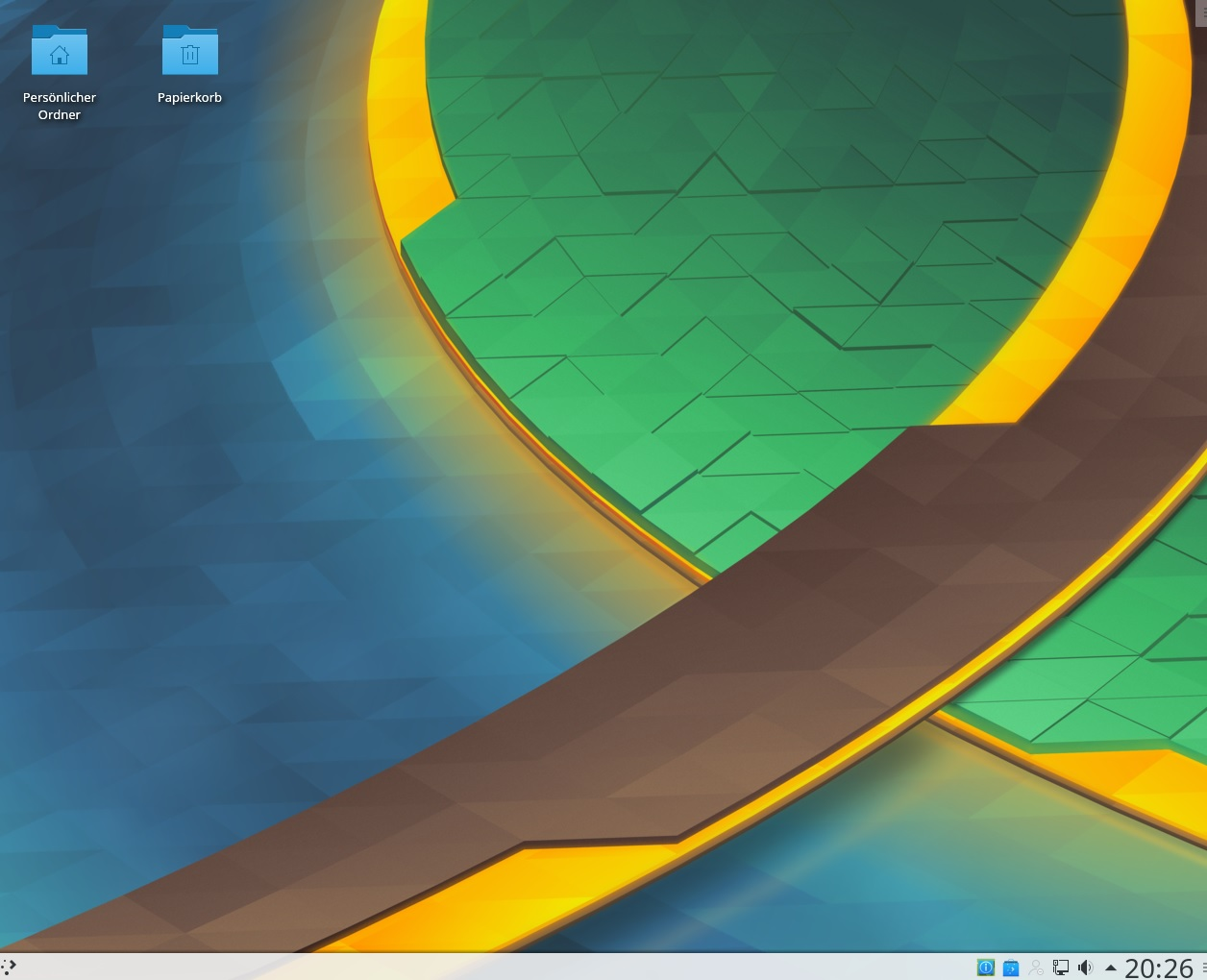
Kubuntu 17.04
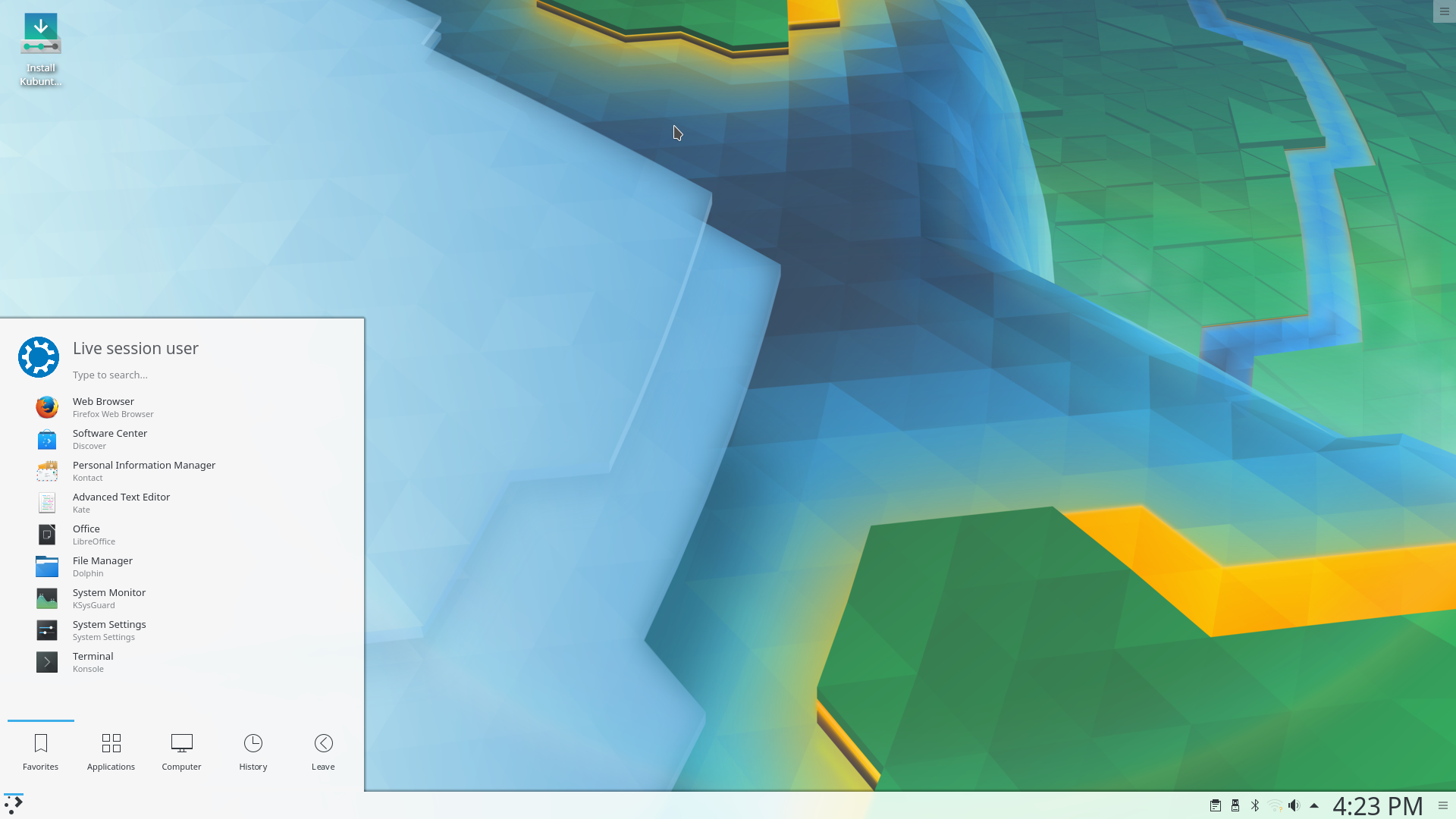
Kubuntu 17.10
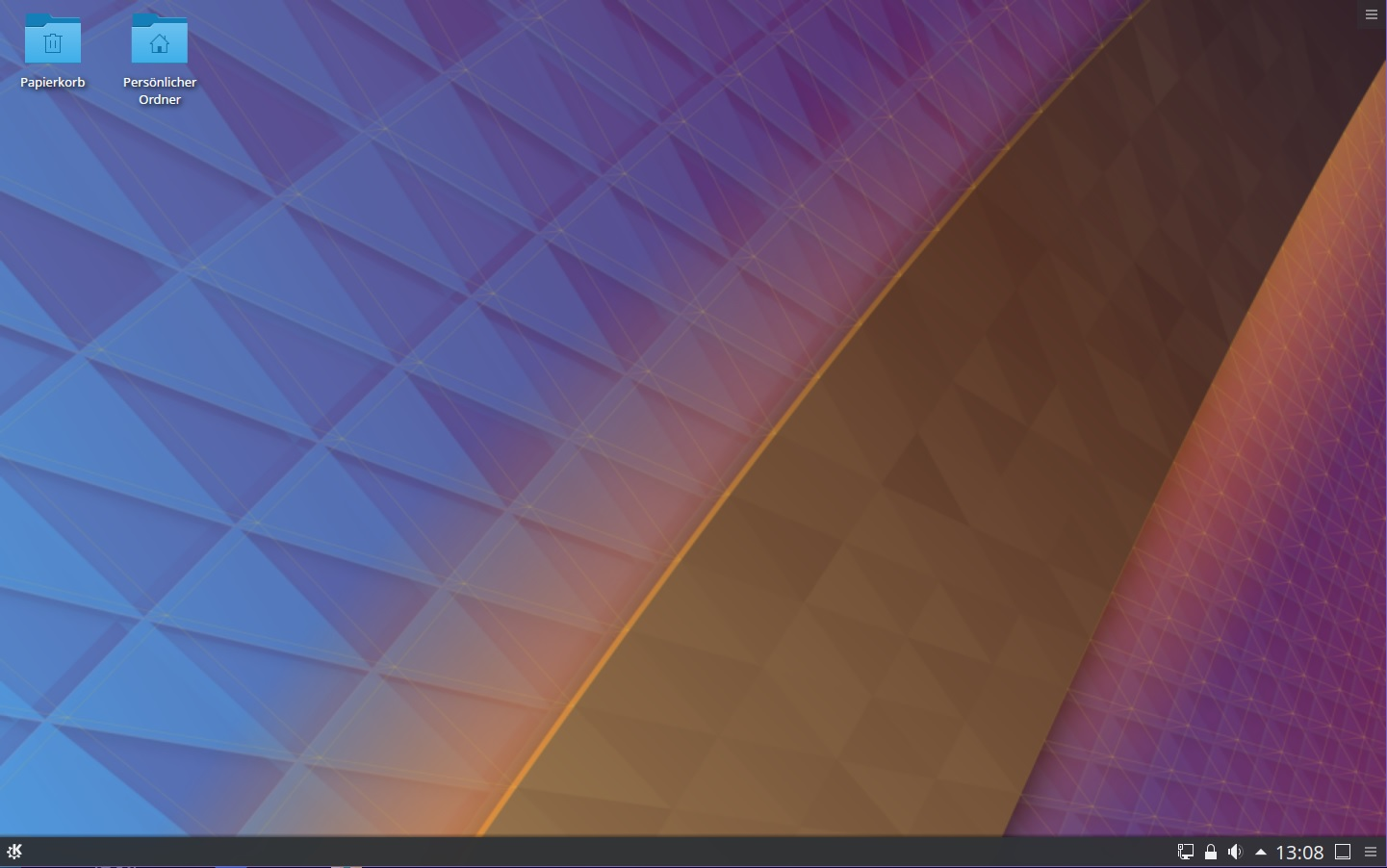
Kubuntu 18.04 LTS
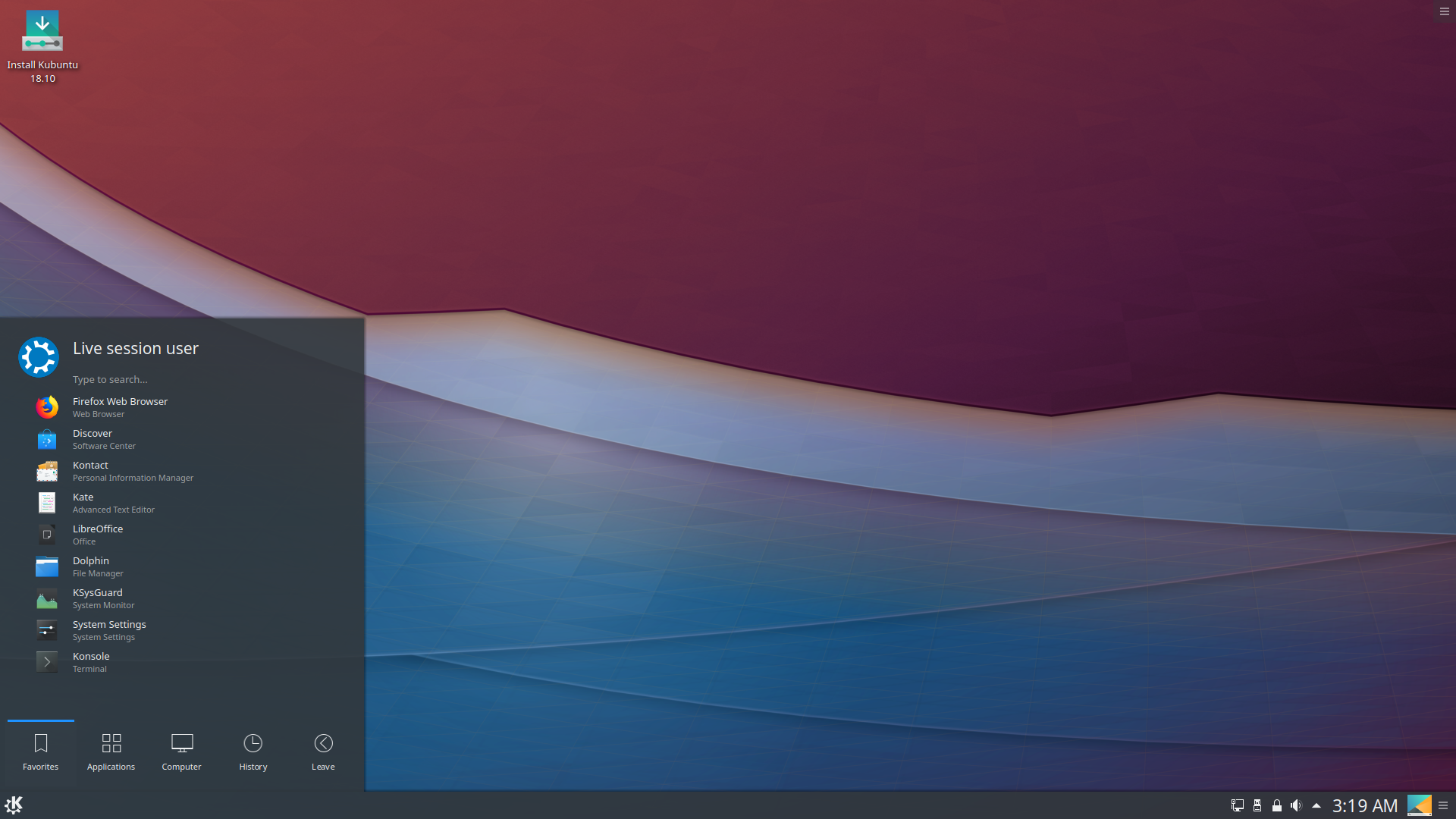
Kubuntu 18.10
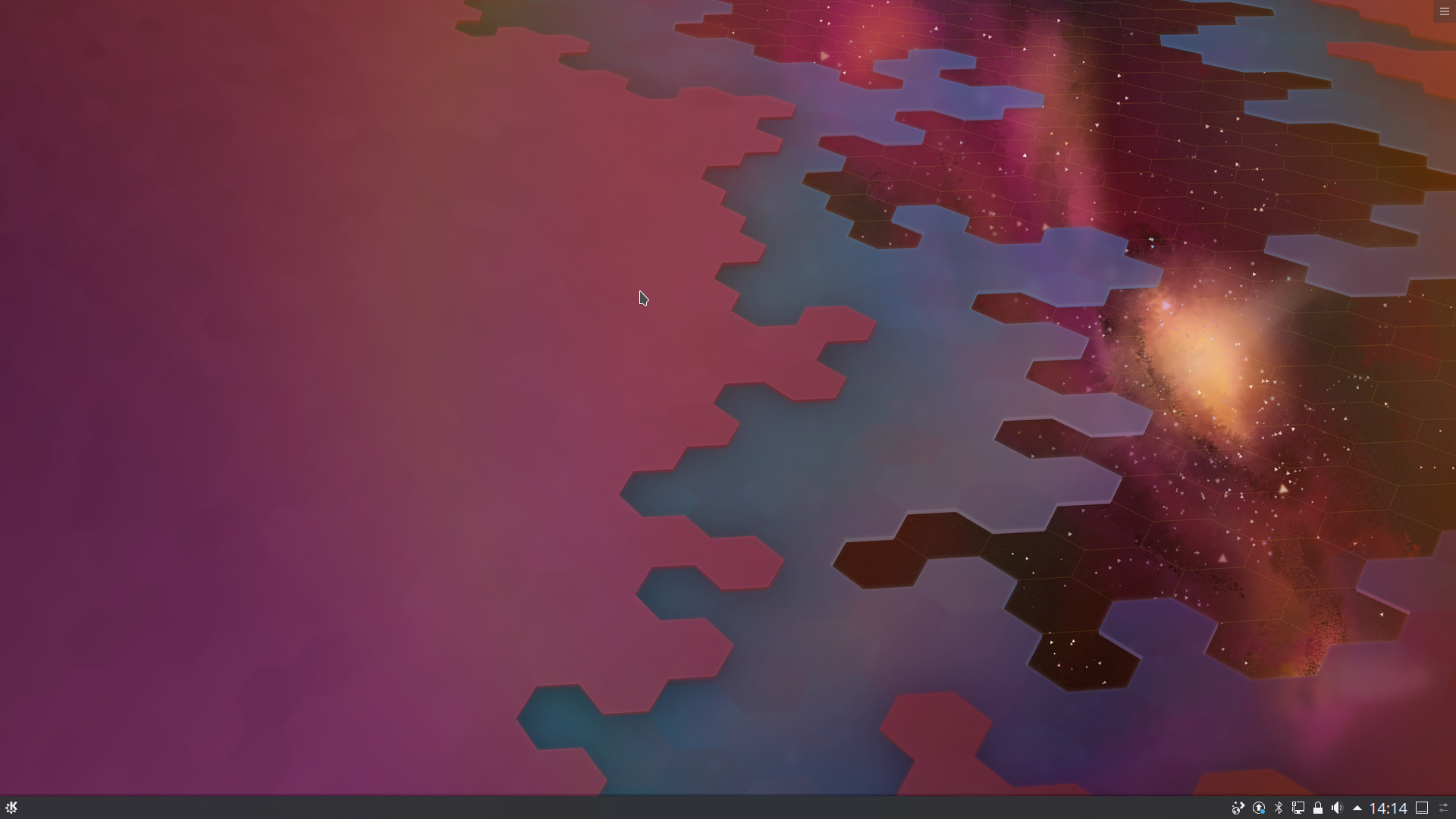
Kubuntu 19.04
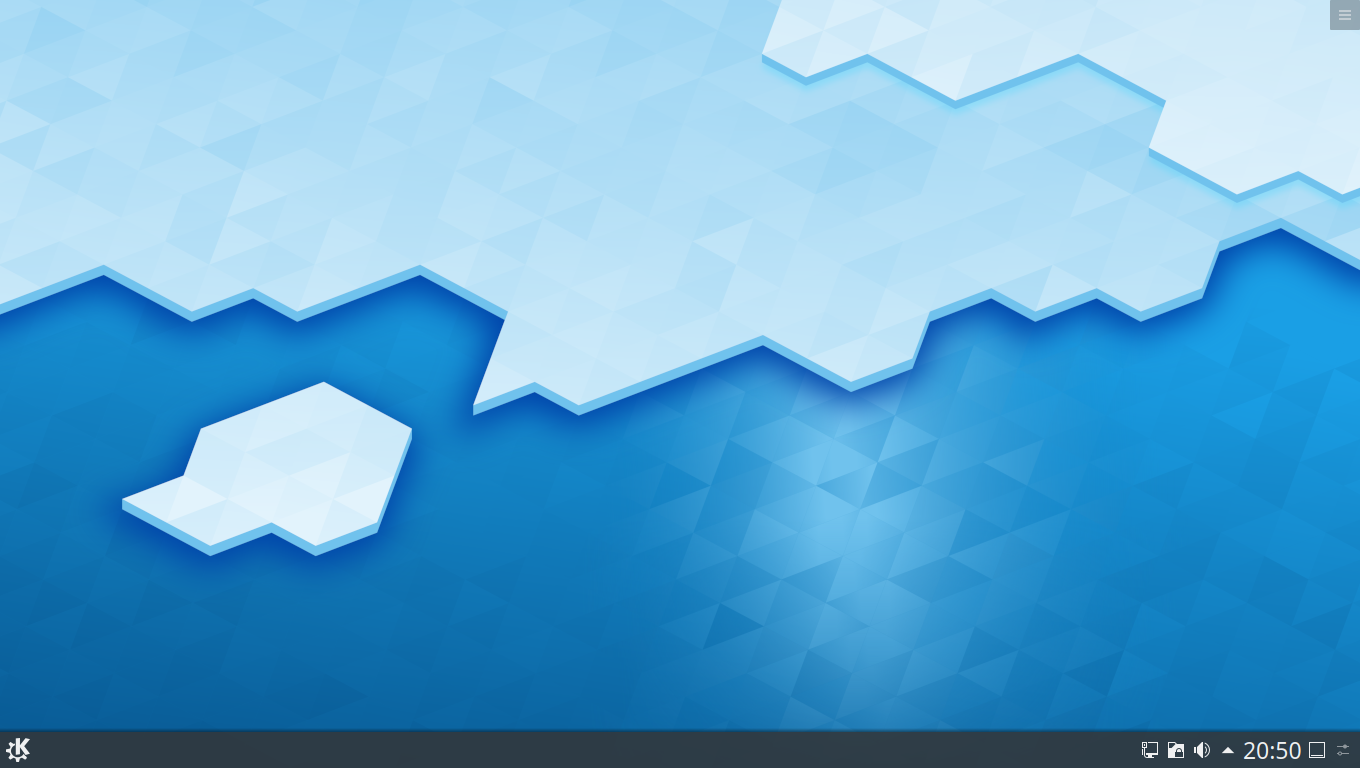
Kubuntu 19.10
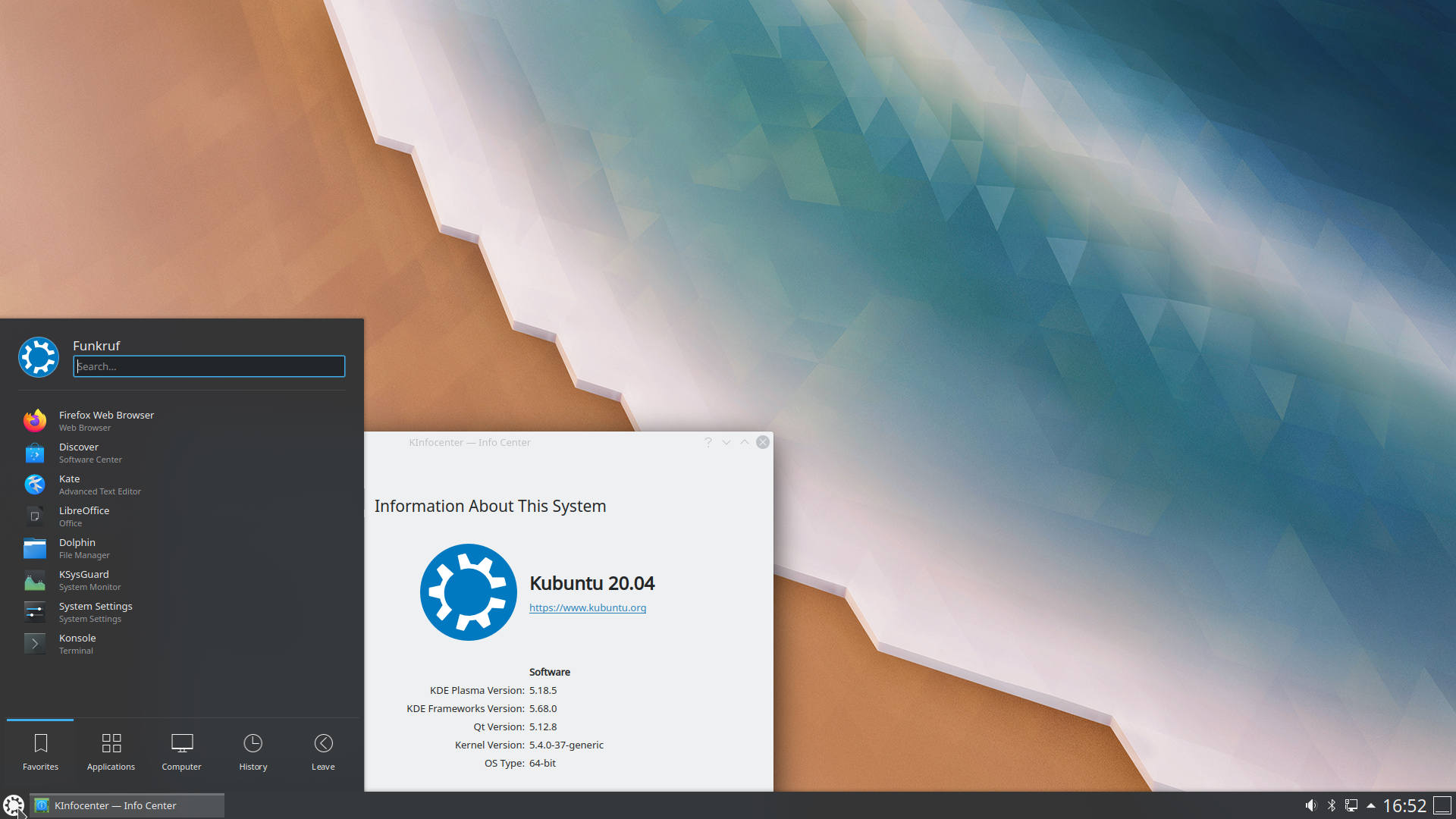
Kubuntu 20.04 LTS
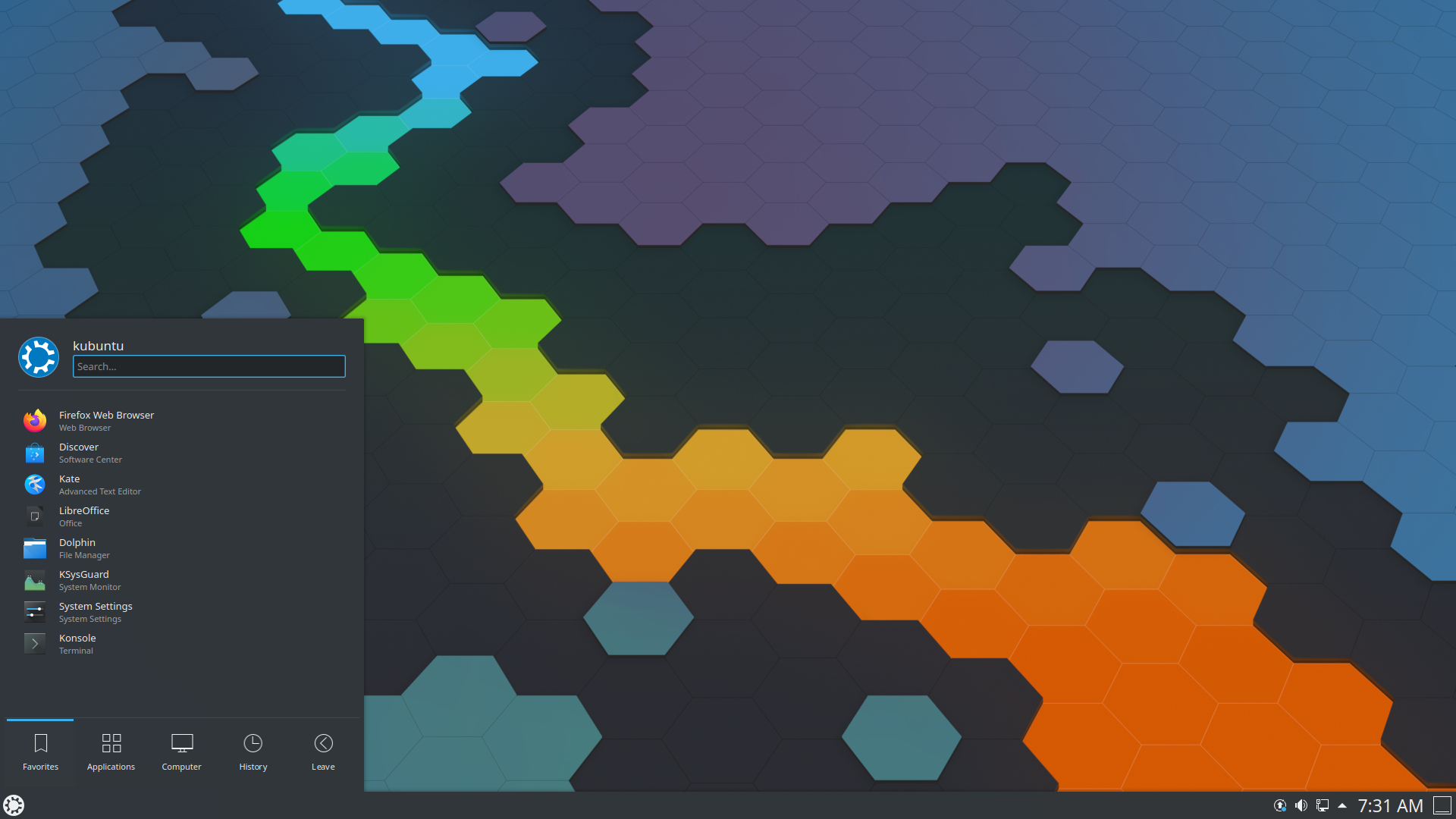
Kubuntu 20.10
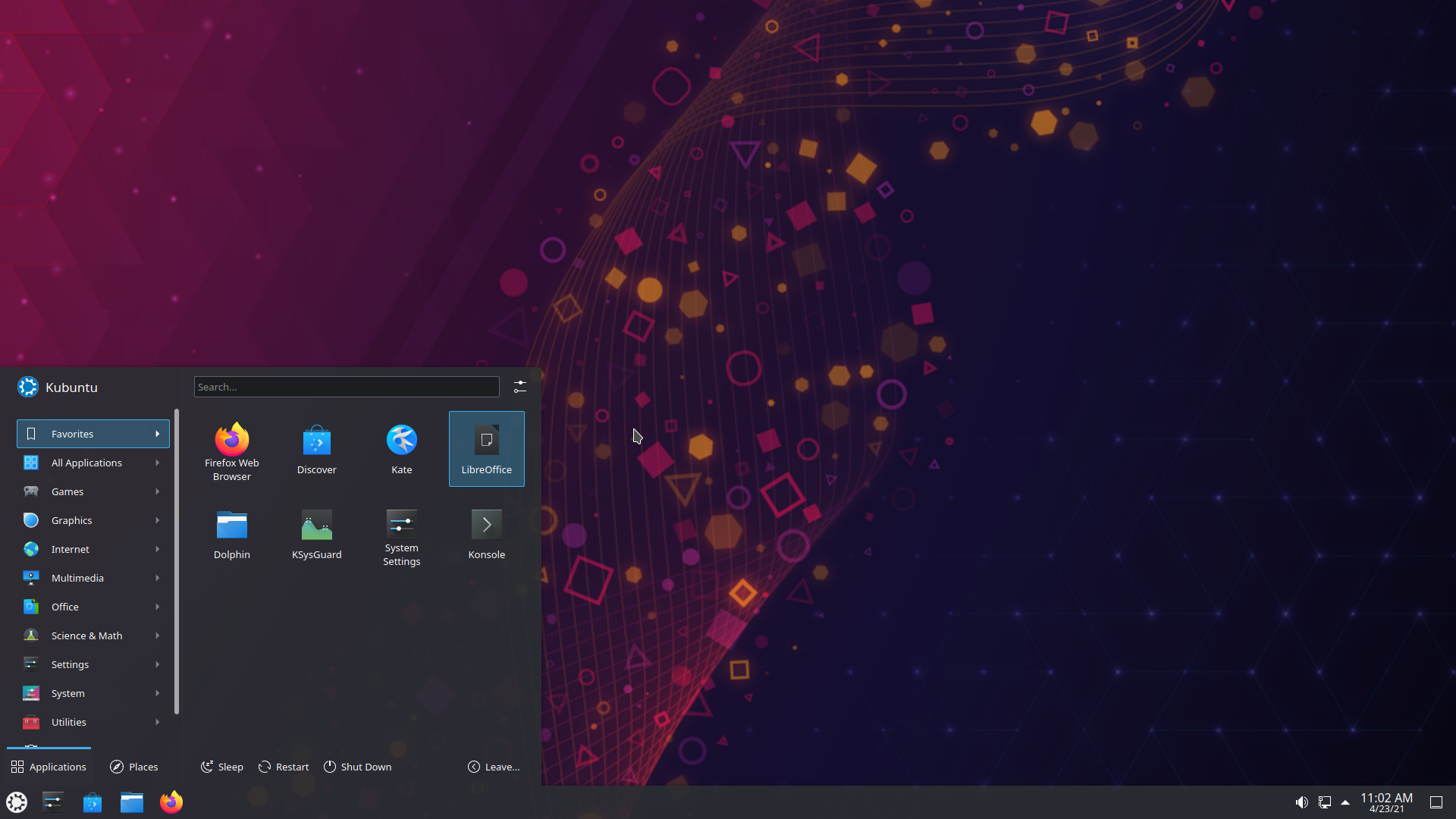
Kubuntu 21.04
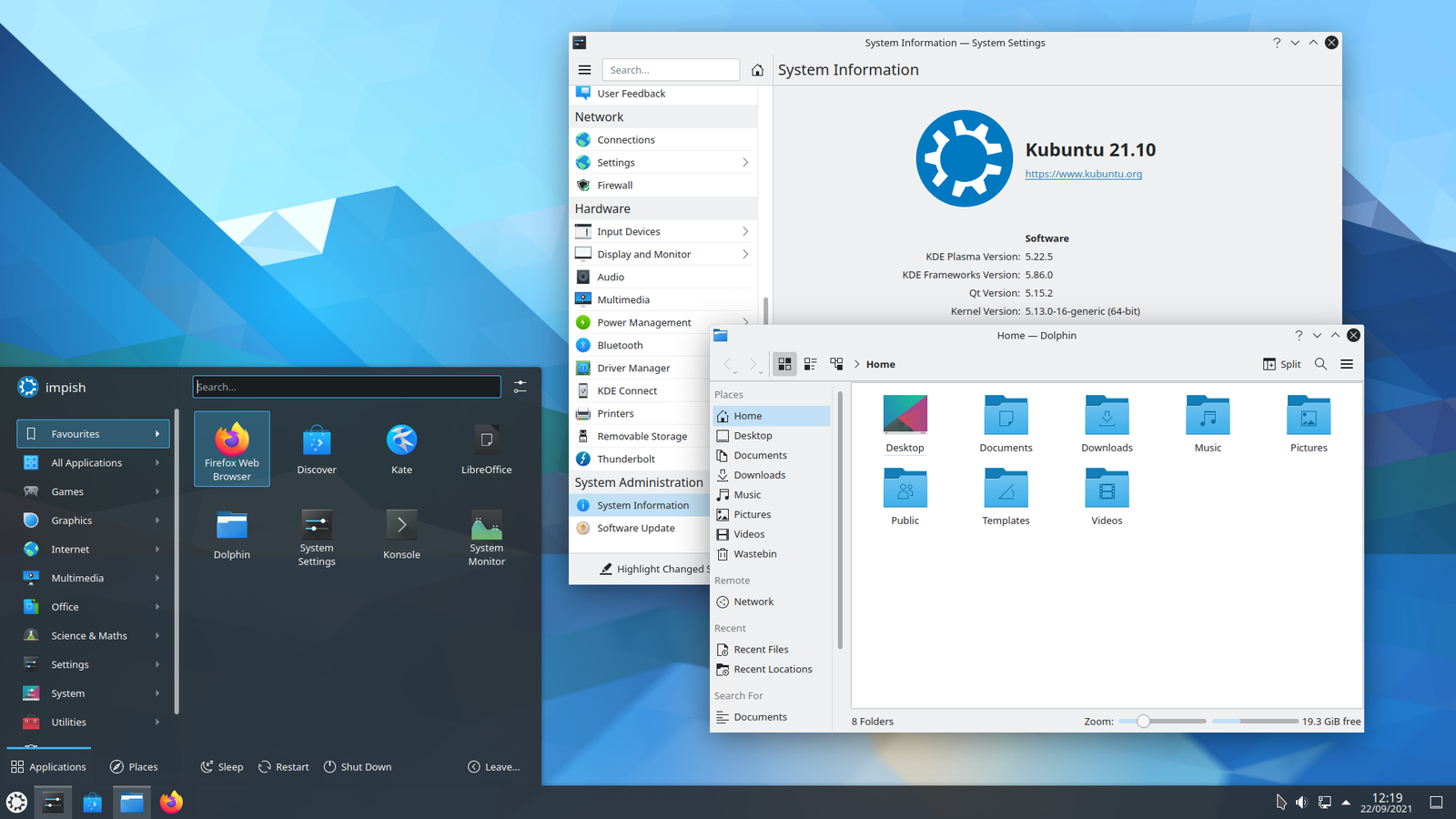
Kubuntu 21.10
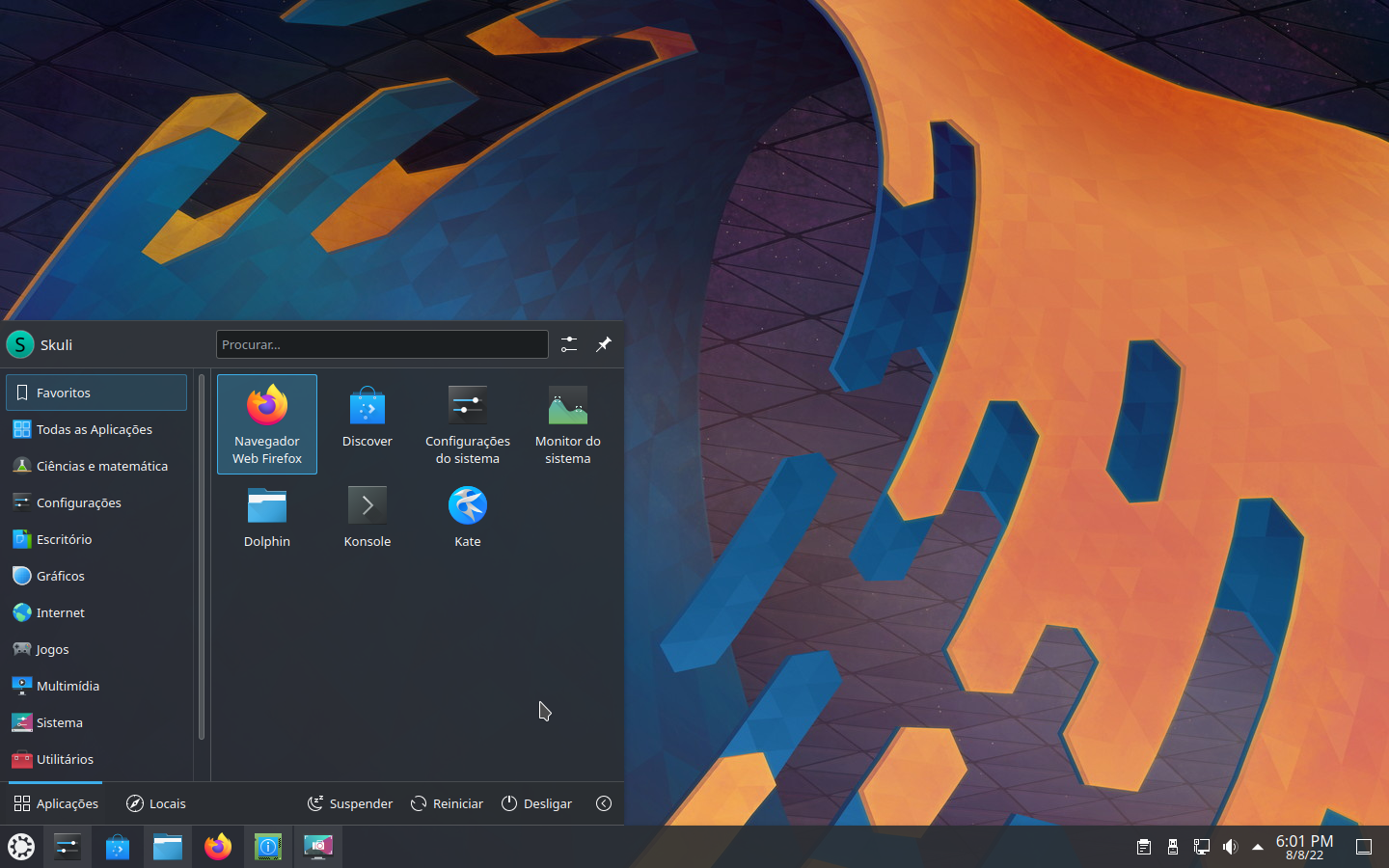
Kubuntu 22.04 LTS (pt)
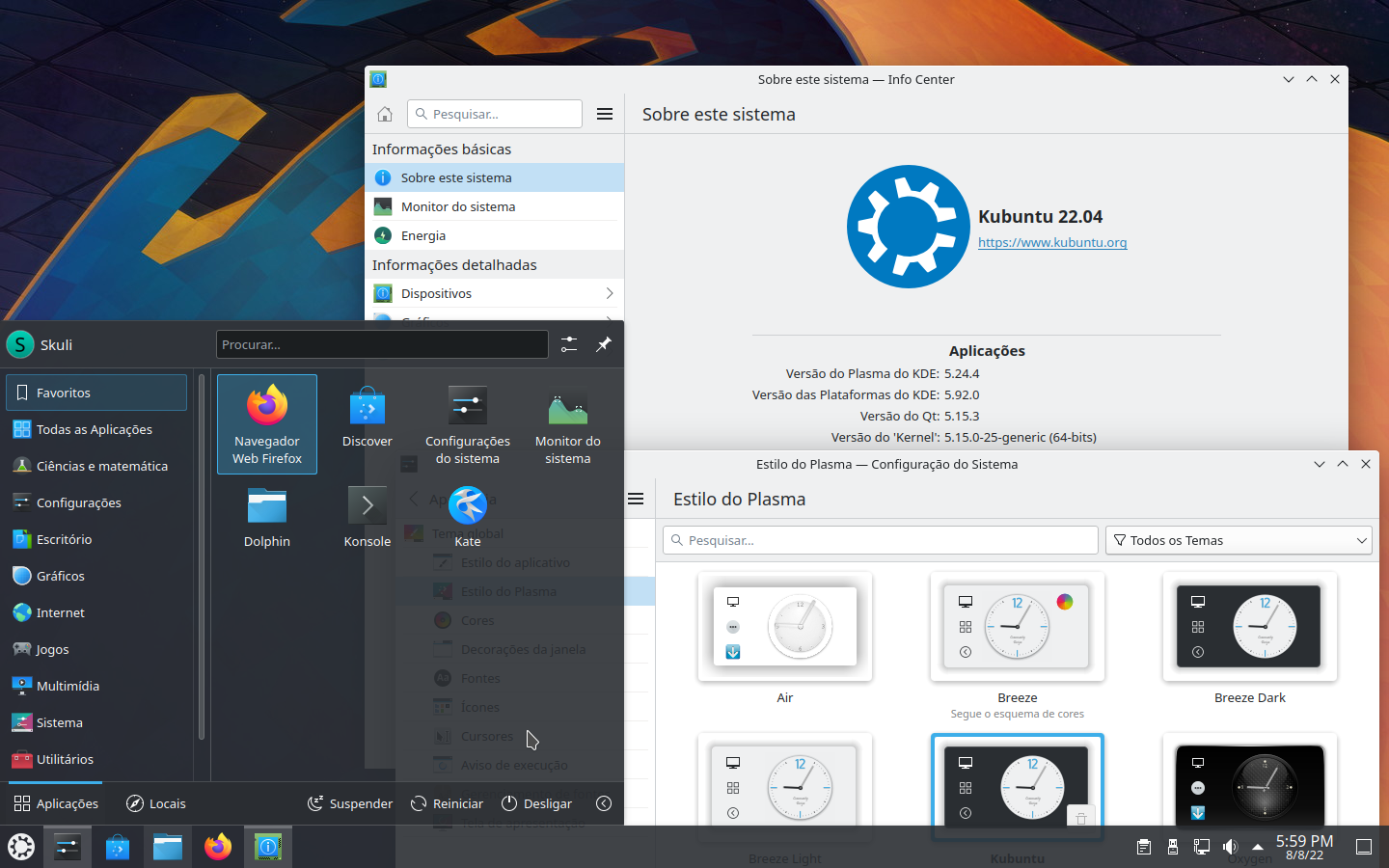
Kubuntu 22.04 LTS (pt)
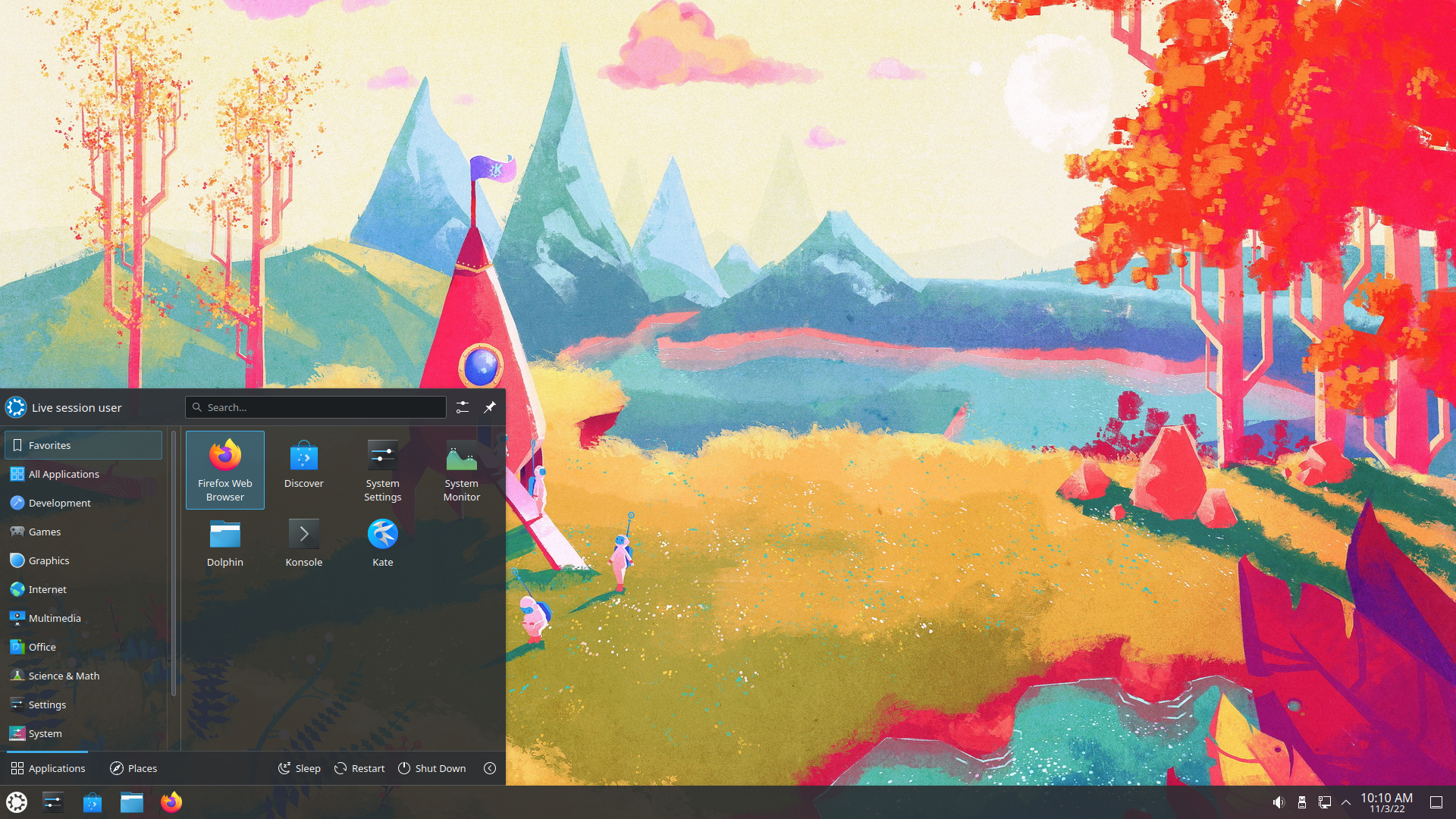
Kubuntu 22.10
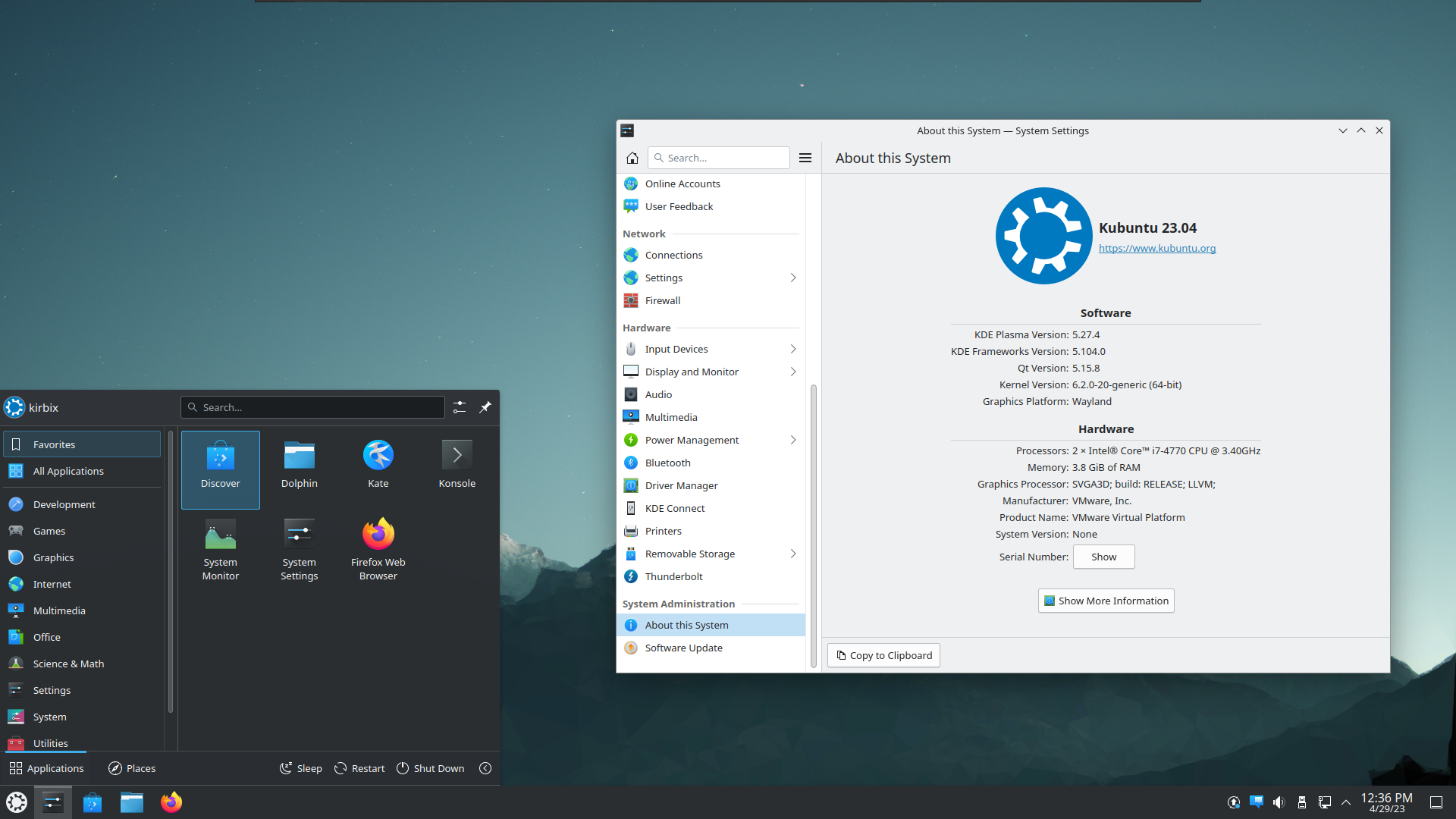
Kubuntu 23.04